# 図們市
図們市（ともん-し）は中華人民共和国吉林省延辺朝鮮族自治州に位置する県級市。人口13.6万人中朝鮮族7.8万人で57%を占める。図們江（朝鮮語：두만강、豆満江）を隔てて朝鮮民主主義人民共和国（北朝鮮）と接する国境の町。脱北者の密入国も多い。

## 地理
吉林省南辺に位置し、南は北朝鮮の咸鏡北道穏城郡、東は琿春市、西は州都・延吉市、北は汪清県と接する。面積は1142平方キロメートル。地勢は西北と南部は高く東部は低い。最高峰は三角山（987m）で、主要河川は図們江、嘎呀河、布爾哈通河、石頭河。北朝鮮の羅津先鋒自由貿易区まで160キロの距離にある。

## 歴史
- 1913年 - 延吉県が設置され、その一部となる。当時は小村に過ぎなかった
- 1932年8月6日 - 図們と北朝鮮の南陽を結ぶ鉄道橋の建設が始まる
- 1933年 - 延吉県灰幕洞村を図們に改名
- 1933年6月25日 - 天照大神を祀る図們神社が建立される
- 1934年 - 満州国により図們市が設置され間島省の管轄とされる。図們に間島日本領事館分館が新設される
- 1936年 - 図們街に降格する（後の図們鎮）
- 1936年10月29日 - 植田謙吉関東軍司令官と南次郎朝鮮総督が図們で会見。長白山地区で活動している東北抗日聯軍の「討伐」について協議
- 1937年1月15日 - 図們と佳木斯を結ぶ図佳線が全線開通
- 1945年10月中旬 - 図們にソ連軍の犠牲者を追悼する「解放塔」が建てられる
- 1946年1月30日 - 図們税関が設置される
- 1950年11月17日 - 図們鉄道分局機関区の従業員は抗美援朝支援集会を開く。11月18日、図們中学校584名は抗美援朝支援集会を開く
- 1952年5月14日 - 中国人民解放軍東北軍区防疫委員会は図們に国境検疫指揮部を設立
- 1953年1月16日 - 中国外交部は北朝鮮大使館が図們に事務所を設立することに同意
- 1954年4月1日 - 中朝両国の経済と文化交流を促進するため、吉林鉄路局は北朝鮮側と連合した運行業務を開始。集安駅と図們駅からそれぞれ北朝鮮に向かう初の国際連合運行列車が出発
- 1965年 -延吉県図們鎮及び汪清県石峴鎮に図們市が設置される
- 1981年1月1日 - 図們から通化に行く列車を、図們から吉林を経て瀋陽に行く列車に改める
- 1984年5月16日 - 金日成がソ連を訪問する際、図們に立ち寄る
- 1985年4月1日 - 図們から豆満江対岸の南陽に行く国際普通旅客バスが正式に開通する
- 1986年12月 - 吉林省全方位対外開放シンポジウムを図們で開催
- 1987年5月 - 図們市の対岸にあたる北朝鮮の穏城第12号収容所内のチャンピョン地区で大規模な暴動事件が発生、1万5000人あまりの政治犯中、5000人あまりが虐殺された。収容所は事件を機に解体された（2002年12月、朝鮮日報）
- 1988年 - 対外開放都市に指定
- 1988年3月22日 - 図們口岸大門（高13.7メートル、幅22メートル）の建設が始まる
- 1990年 - 図們口岸橋頭国門が竣工
- 1991年1月 - 江沢民総書記が図們口岸などを視察
- 1992年5月5日 - 図們から北朝鮮の穏城への日帰りツアーが開設される
- 1992年8月25日 - 北朝鮮は丹東と図們からの観光客の受入れを中止
- 1992年11月10日 - 図們駅の新しい駅舎が落成
- 1993年10月4日 - 元図們市委書記の梁鳳植が収賄容疑で逮捕される。1988年から1992年の図們市委書記に在職中、吉林省宇全工貿総公司から巨額の賄賂を受け取る
- 2001年12月29日 - 北朝鮮の警備兵が図們市涼水鎮で材木を盗伐する事件が発生
- 2003年12月 - 図們市と北朝鮮咸鏡北道穏成は新たな観光コースの設置に合意し図們市政府会議室で調印式を開く（黒龍江新聞）
- 2005年7月6日 - 7日 - 韓国の全州工業大学は、図們市で「第1回豆満江祭り」を開催。全北テコンドー協会と図們市で文化体育部が後援
- 2005年12月17日 - 武装した北朝鮮軍人8人が、図們市の凉水鎮炭鉱を襲撃、1人が射殺され、3人が逮捕される（東亜日報）
- 2006年8月9日 - 中国の国門時報は、図們市と咸鏡北道穏城郡南陽労働者区に共同貿易区を建設する計画が当局の承認を受け、北朝鮮も準備作業を急ピッチで進めていると報じる（朝鮮日報）
- 2007年4月29日 - 自民党の加藤紘一、山崎拓両氏らが延辺を訪問。延吉市から図們江まで移動し図們大橋を徒歩で国境線まで渡る
- 2008年1月24日 - 25日 - 図們市代表団が咸鏡北道を訪問、 12月25日に中朝ロの鉄道部門関係者が図們で調印した「中朝ロ地域間鉄道貨物運輸協議」の推進に関する会談を行う
- 2009年3月17日 - 米ケーブルテレビ「カレントＴＶ」（本社・サンフランシスコ）に所属する中国系米国人のローラ・リン記者（32）と韓国系米国人のユナ・リー記者（36）の2人が図們市月晴鎮の中朝国境で取材中、北朝鮮に拘束される
- 2009年5月5日 - 図們市と図們市図們江国際旅行社、朝鮮咸境北道観光局、朝鮮咸境北道清津鉄路局の代表者が朝鮮・清津市で、「中朝両国の図們－朝鮮南陽・清津・七宝山間の鉄道観光路線の開通に関する協力合意書」に調印したと中国の各紙が報道

## 行政区画

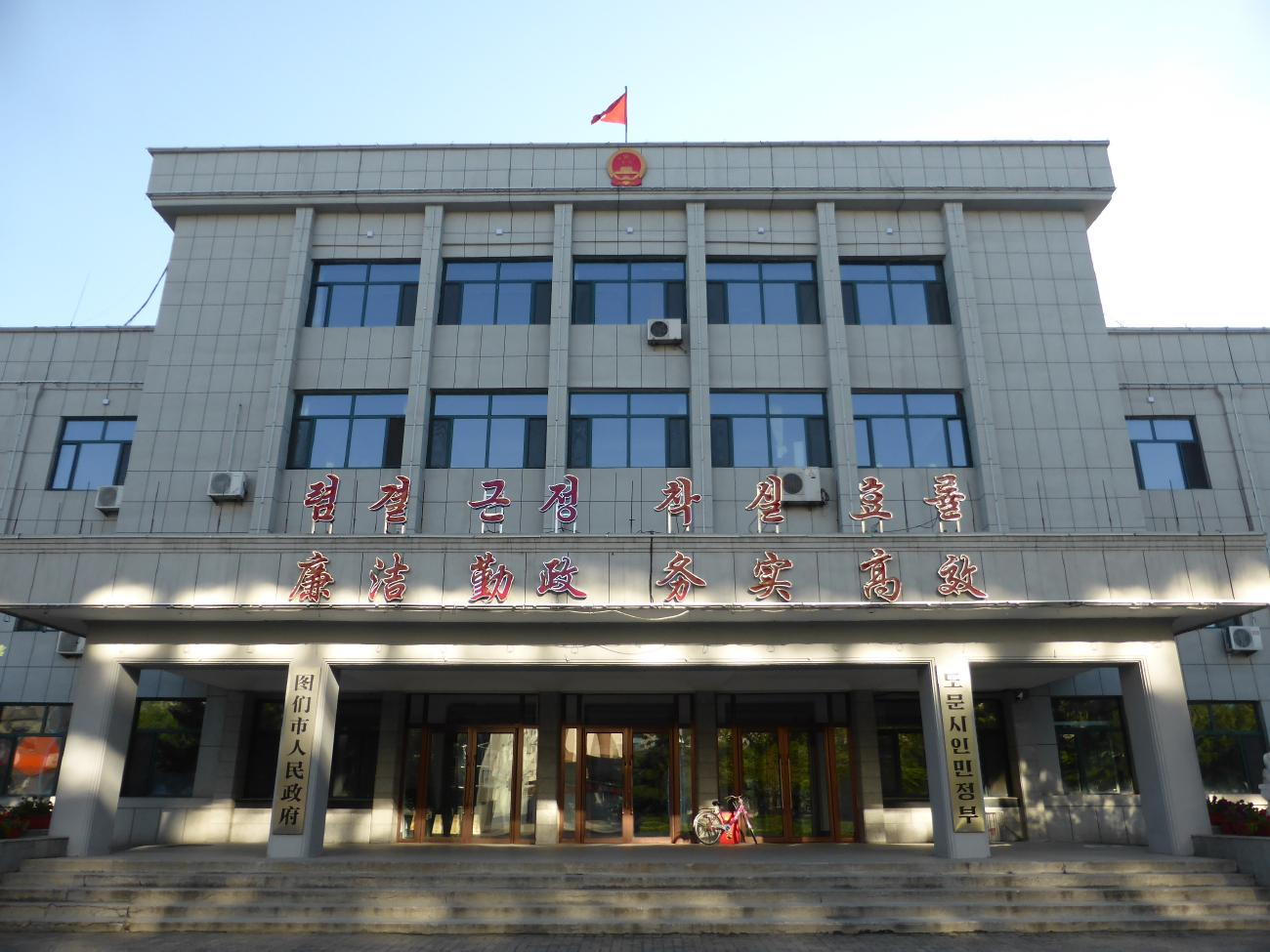
図們市政府

3街道、4鎮を管轄：
- 街道弁事処：向上街道、新華街道、月宮街道
- 鎮：月晴鎮、石峴鎮、長安鎮、涼水鎮

## 経済
2001年の生産総額は7.4億人民元、対外貿易輸出額は約1千万人民元、朝鮮、韓国、日本、ロシアとの貿易が多い。この年の北朝鮮との出入国者数、2.4万人。

## 交通

### 鉄道
- 図們北駅 - 長琿都市間鉄道が2015年に全通した。
- 図們駅 - 長図線、図佳線、図琿線の3路線、及び南陽国境線が図們江を越え対岸の北朝鮮の南陽を経て、羅津・羅先、清津を結ぶ。国際旅客列車は無く越境するのは貨物列車のみだった。2011年10月8日に北朝鮮の七宝山への観光列車路線が開通した[1]。

### 道路
- 高速道路
  -  琿烏高速道路
  -  汪延高速道路（中国語版）
- 国道
  - G302国道
  - G331国道

### バス
- 図們長距離バスターミナル - 図們駅直ぐ傍にある。

## 観光

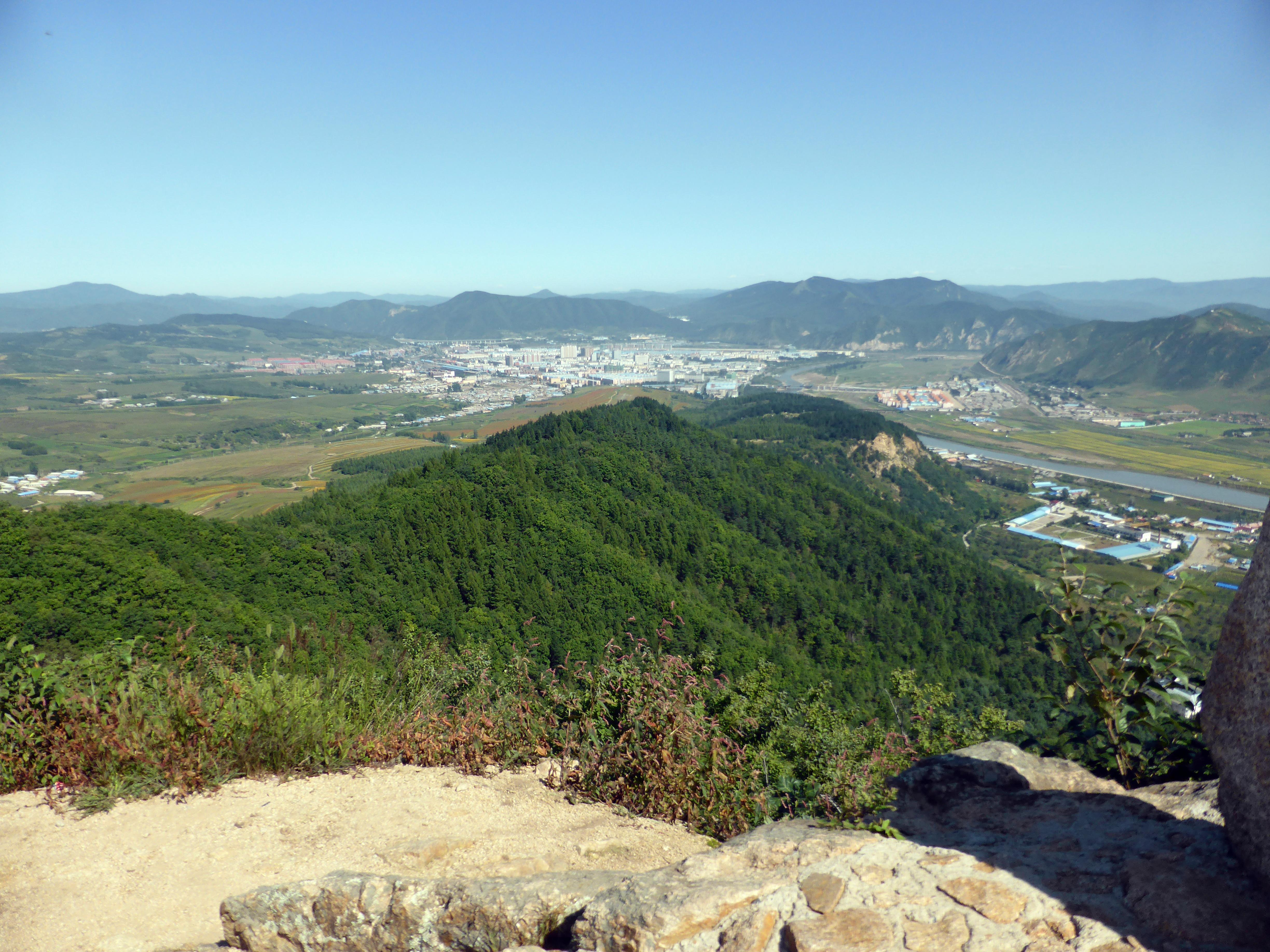
図們市全景

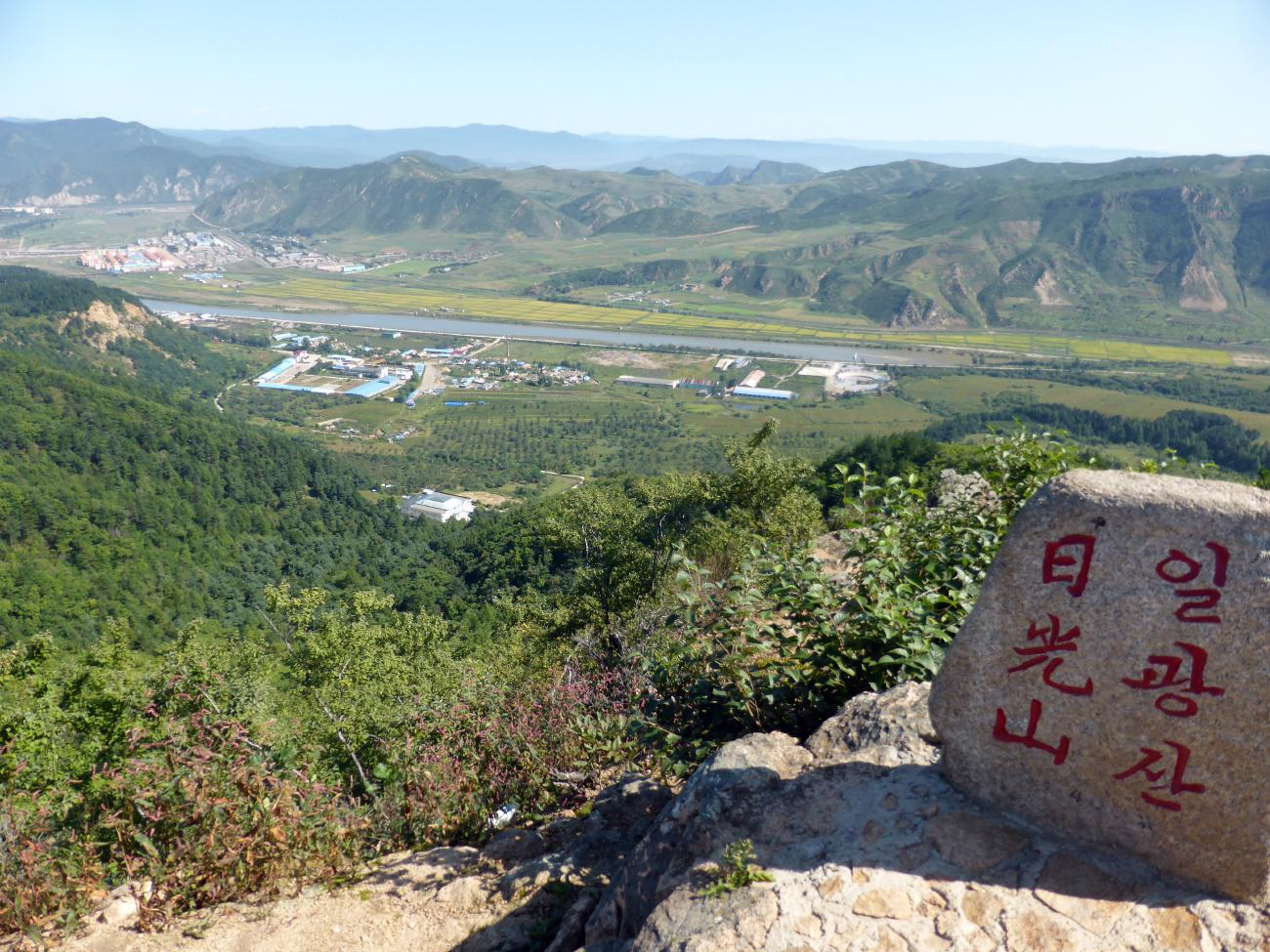
日光山山頂から北朝鮮を望む

- 図們国境大橋（図們国境） - 橋の中央まで徒歩で行ける。国境のゲートの屋上は展望台になっている。また、橋の真正面に北朝鮮の南陽駅があり、望遠鏡から駅舎の金日成、金正日親子の写真が掲げられているのが確認できる。

- 図們江鉄道橋 - 図們大橋展望台から鉄橋全景と北朝鮮の南陽労働者区が展望できる。
- 図們公園 - 図們大橋から図們江沿いの北側にある。
- 図們江広場 - 図們大橋付近の図們江沿いにあり、旅行サービスセンターや朝鮮族非物質文化、遊覧船乗り場がある。
- 日光山 - 日光山森林公園がある。中腹に南陽亭があり図們江と南陽が見渡せ、山頂では図們市全体が望める。
- 穏城大橋 - 1937年5月に日本が造った橋梁で図們市涼水鎮にある。川緑の展望台から北朝鮮側の穏城郡を眺めることができる。この橋と図們市街地の中間地点の中国側に豆満江の蛇行した地点が北朝鮮最北端である。
- 図們辺境管理所 - 通称「図們収容所」とも呼ばれ、北朝鮮へ送還される脱北者を受け入れる所として知られる。
- 図們磨磐山山城 - 長安鎮にあり大真国の遺跡がある。
- 百年部落 - 月晴鎮白龍村にある1世紀以上前に建てられた古民家群。食堂や宿泊施設がある。

### 穏城大橋

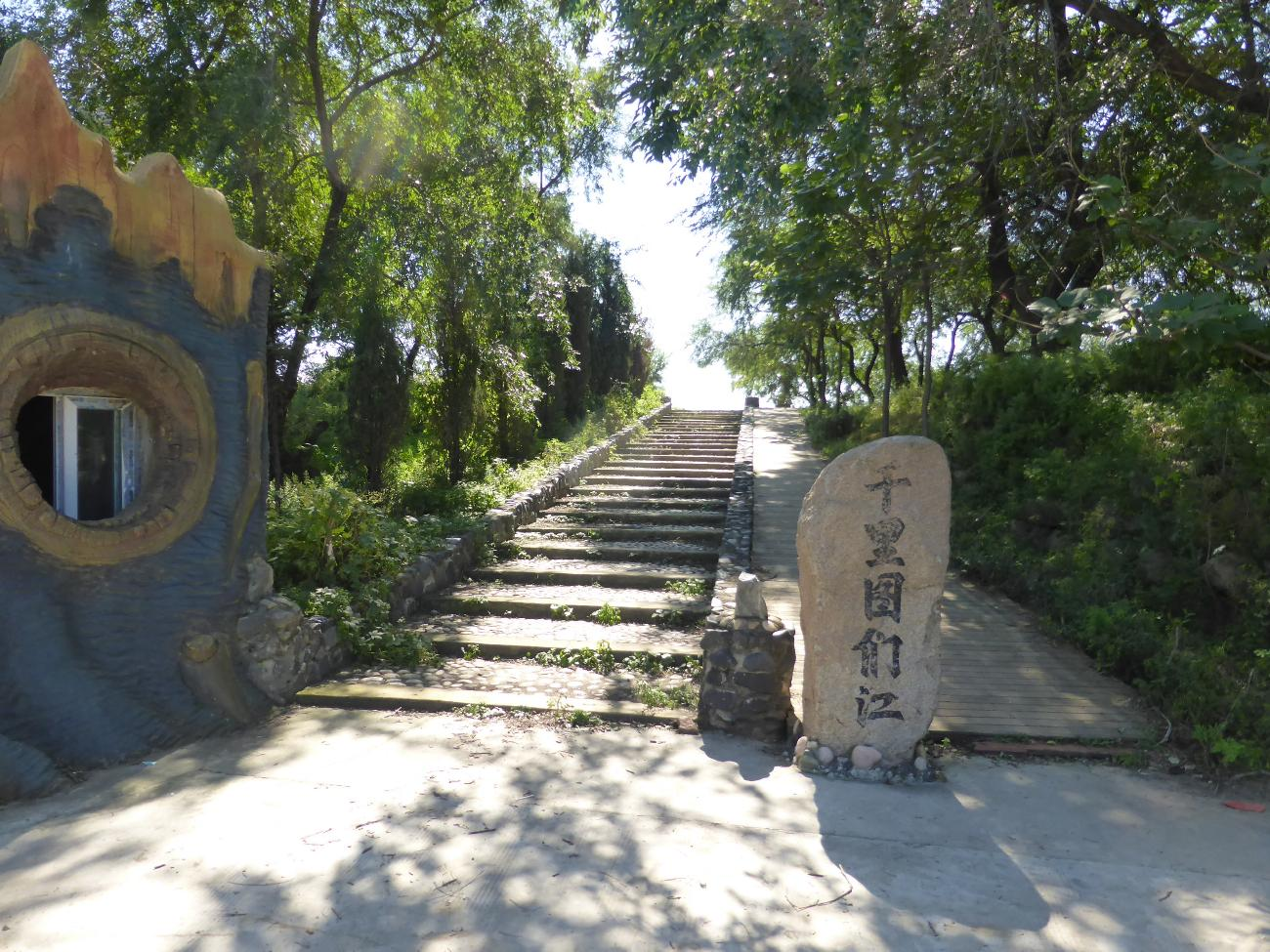
千里図們江碑。この階段先が穏城大橋
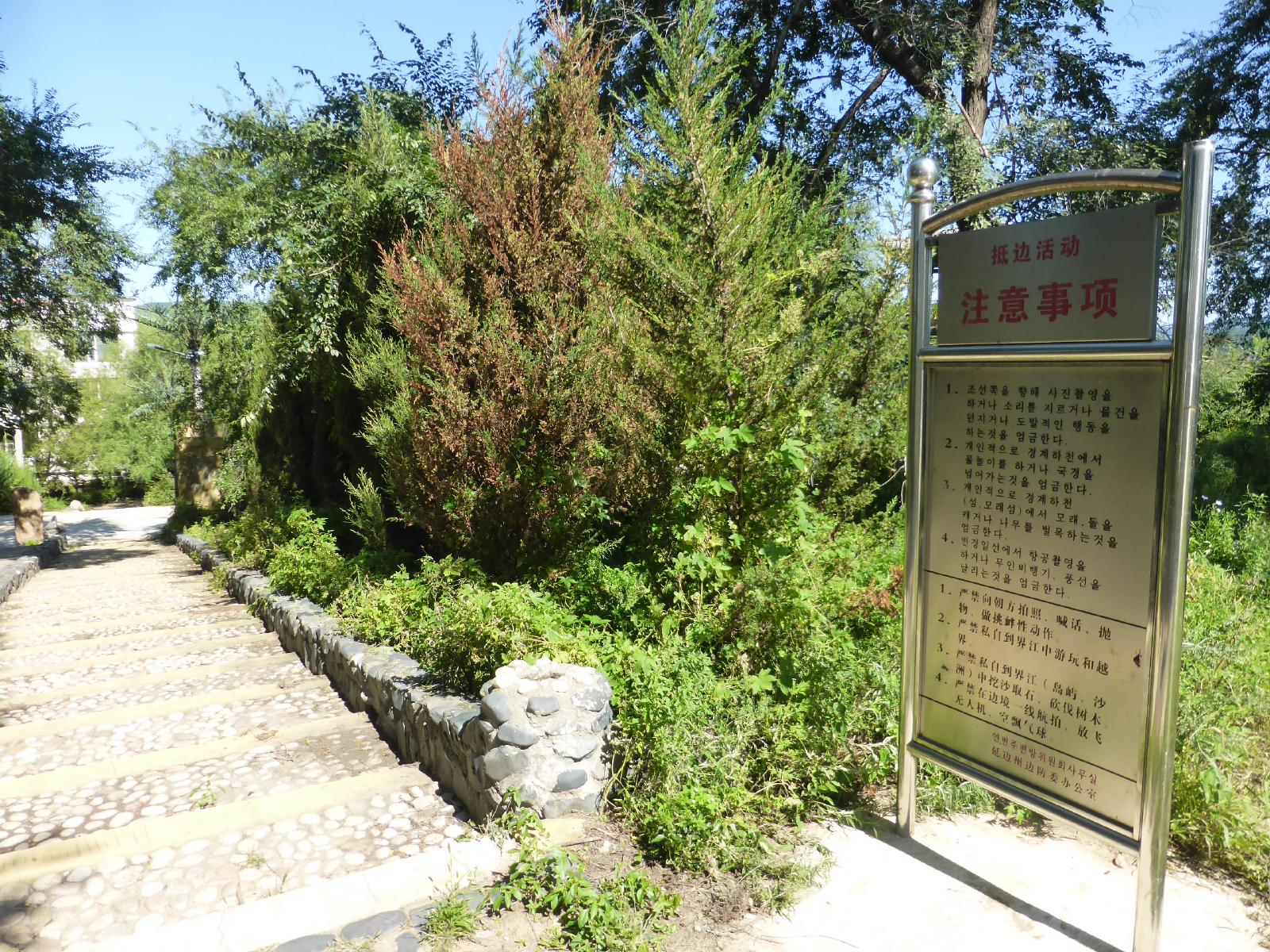
穏城大橋の注意事項
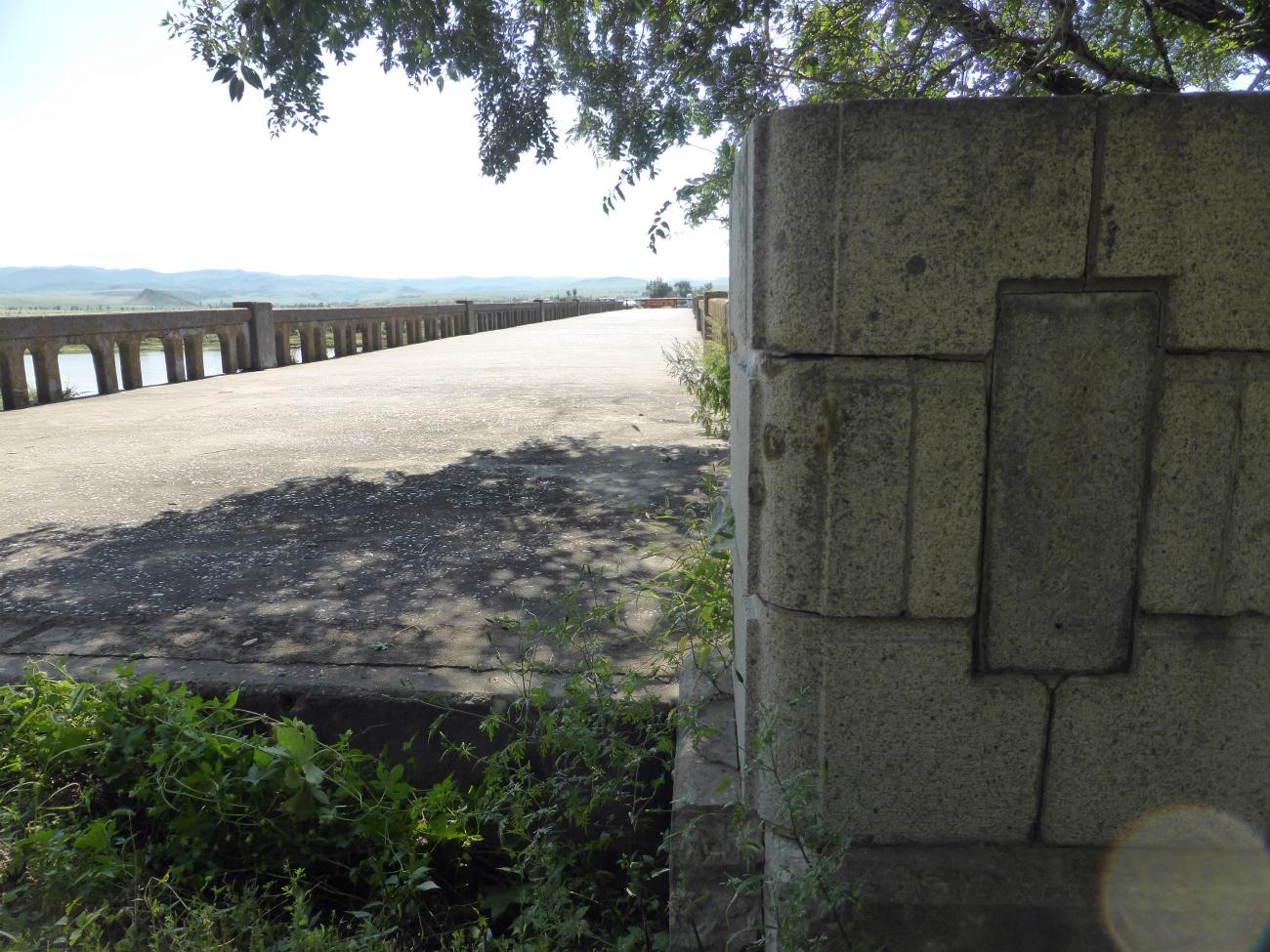
穏城大橋と欄干
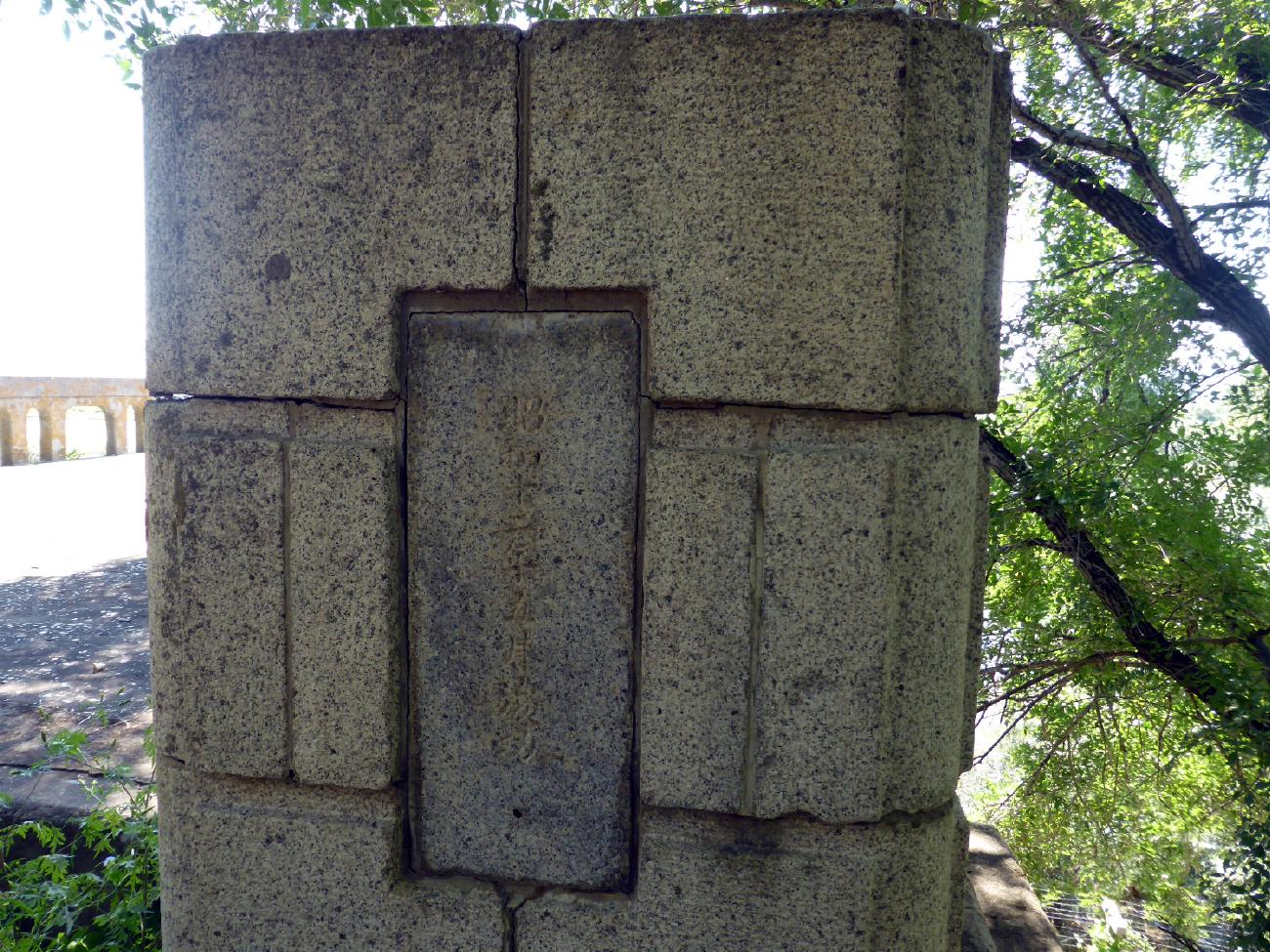
穏城大橋は昭和12年5月完成
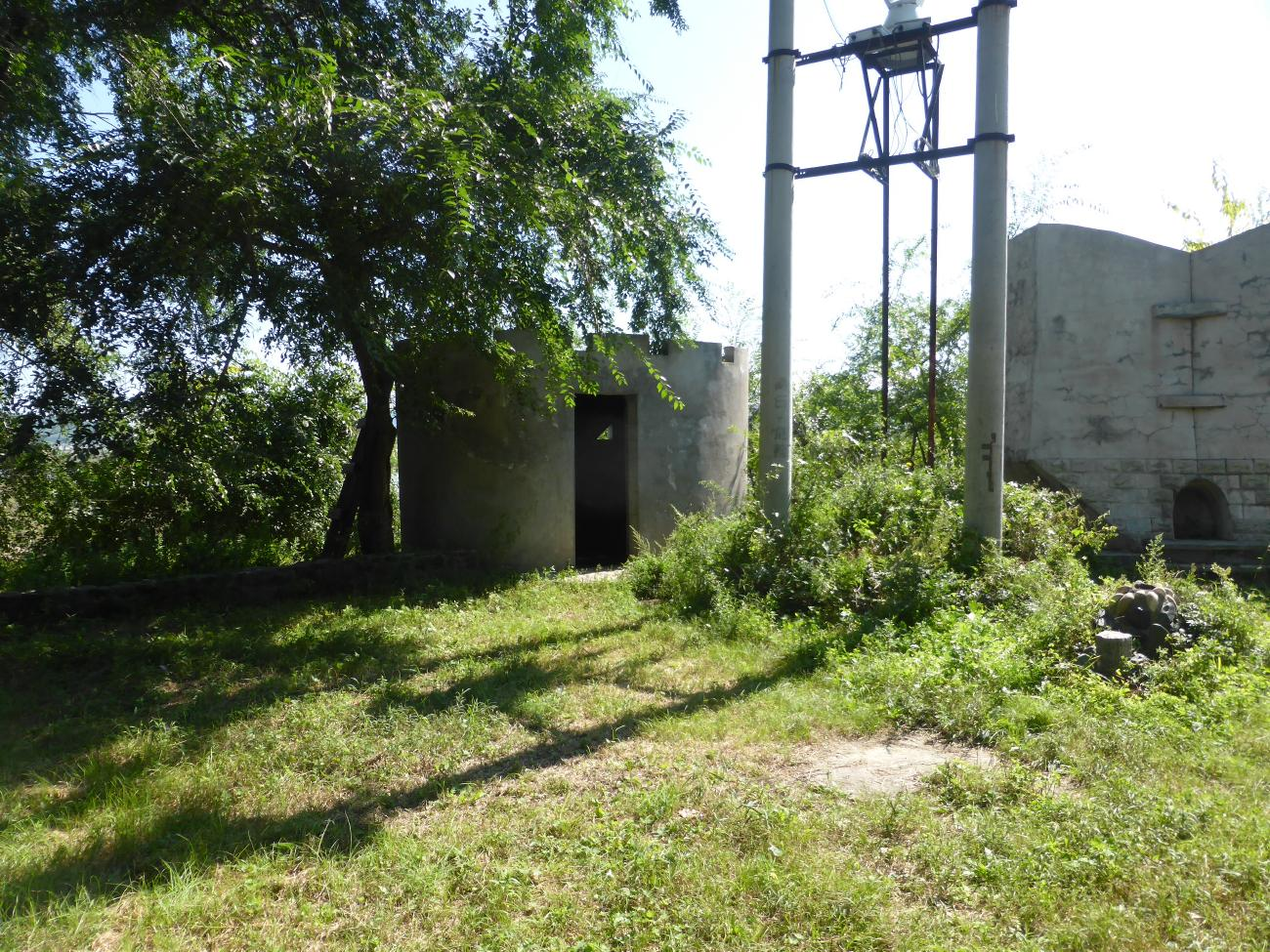
穏城大橋にあるトーチカ
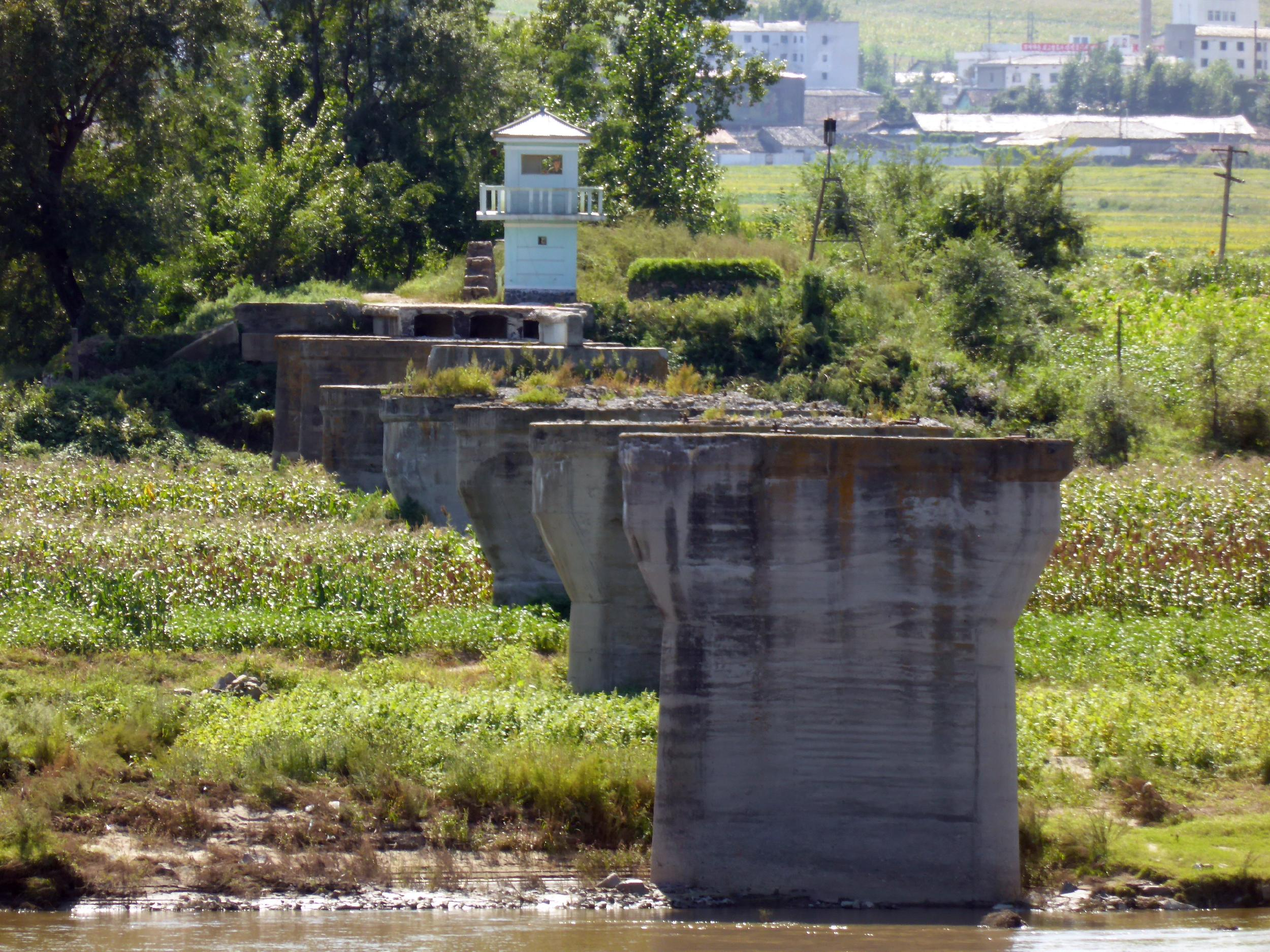
穏城大橋対岸の北朝鮮国境警備兵
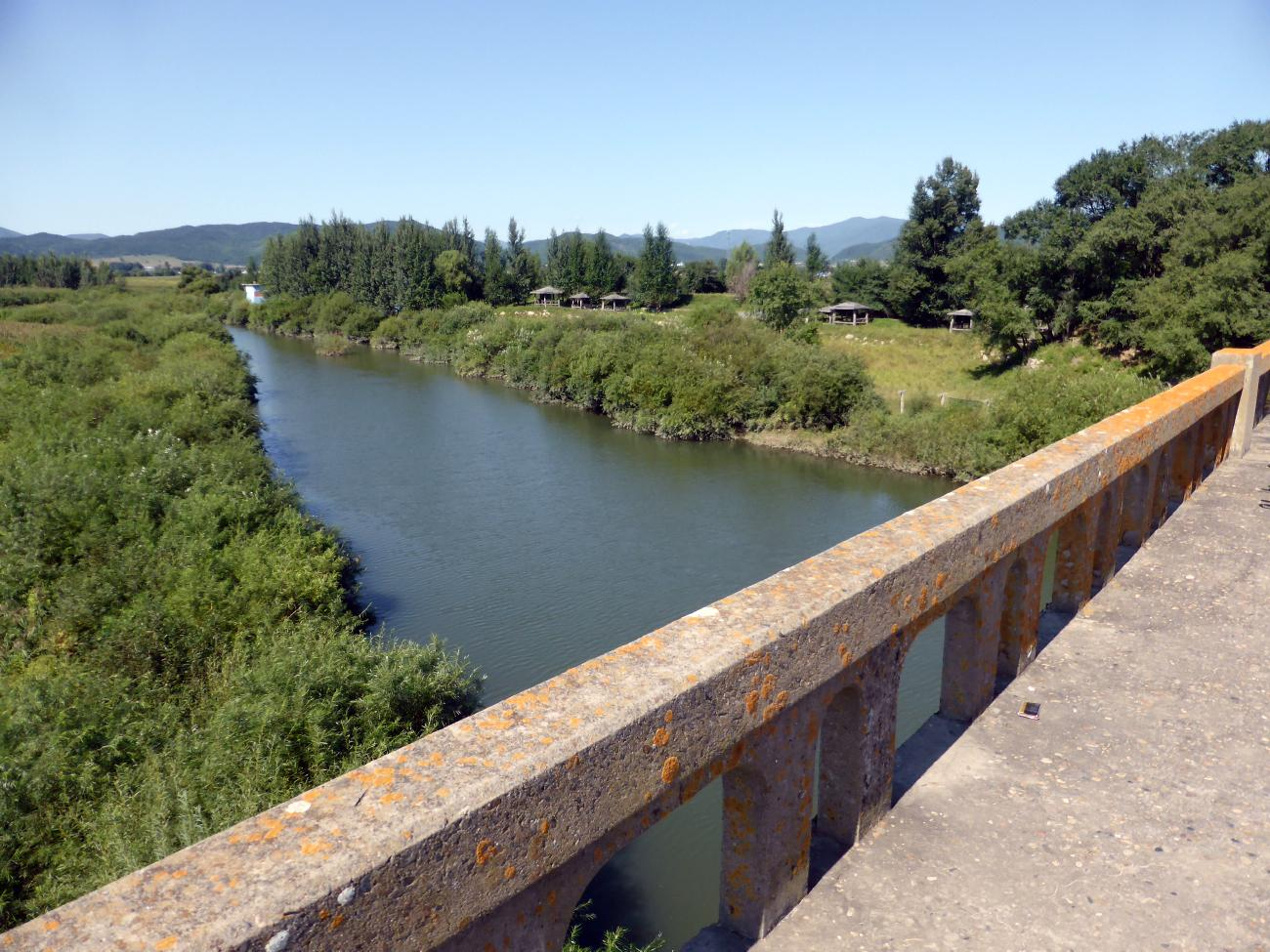
穏城大橋の上流方面
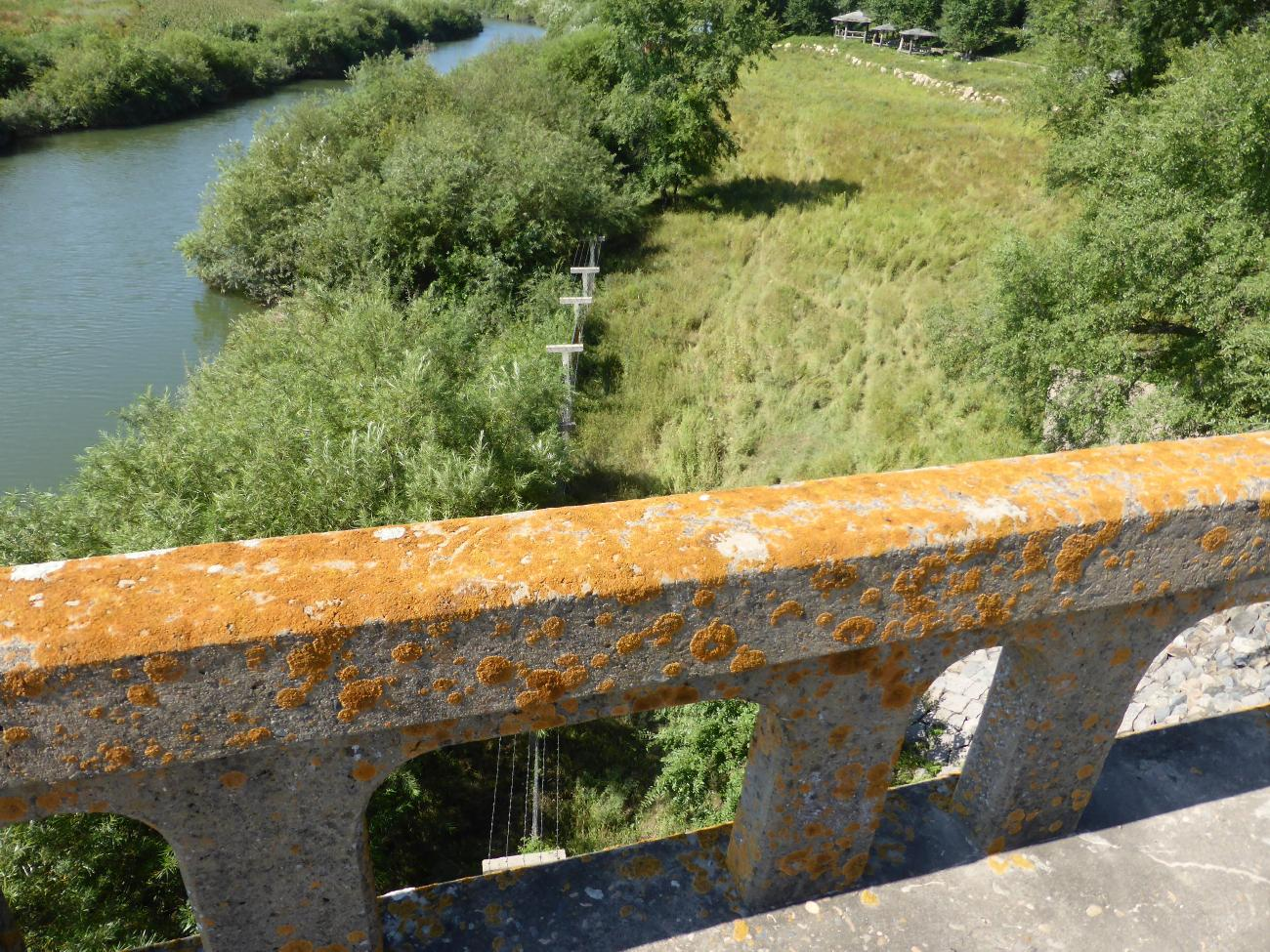
穏城大橋の下にある鉄条網
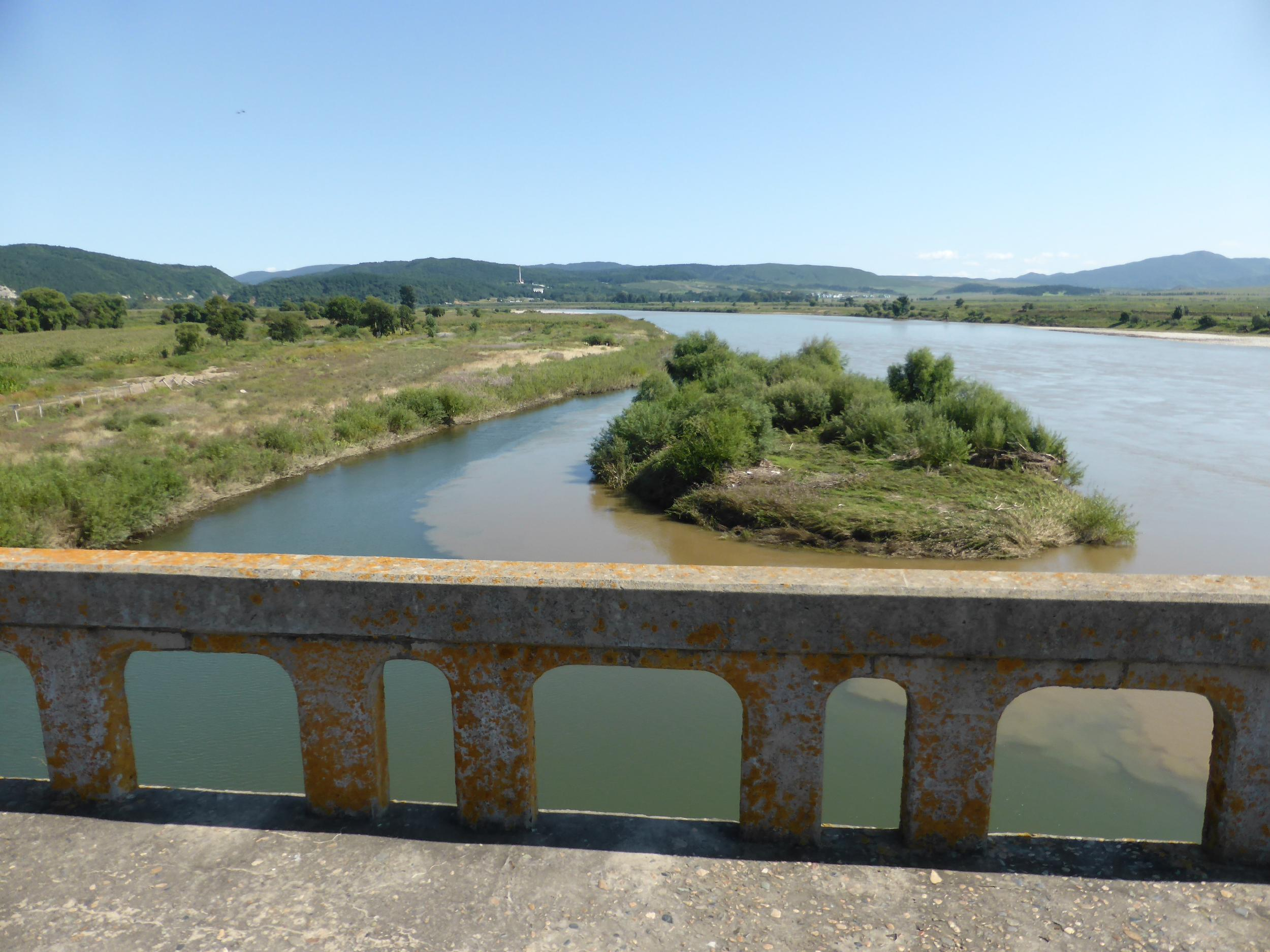
断橋から下流にある北朝鮮の革命記念塔
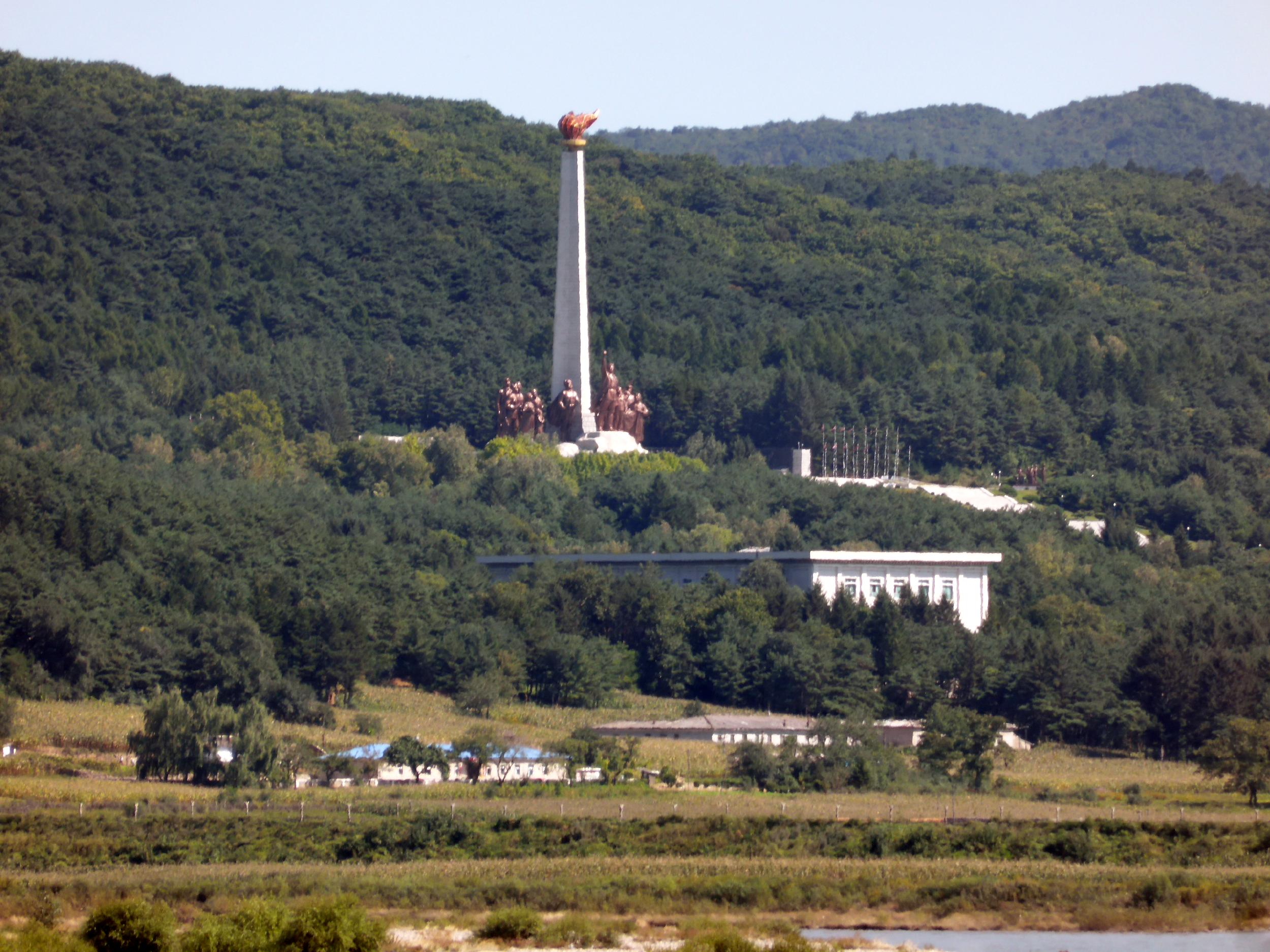
穏城大橋から革命記念塔をズームアップ
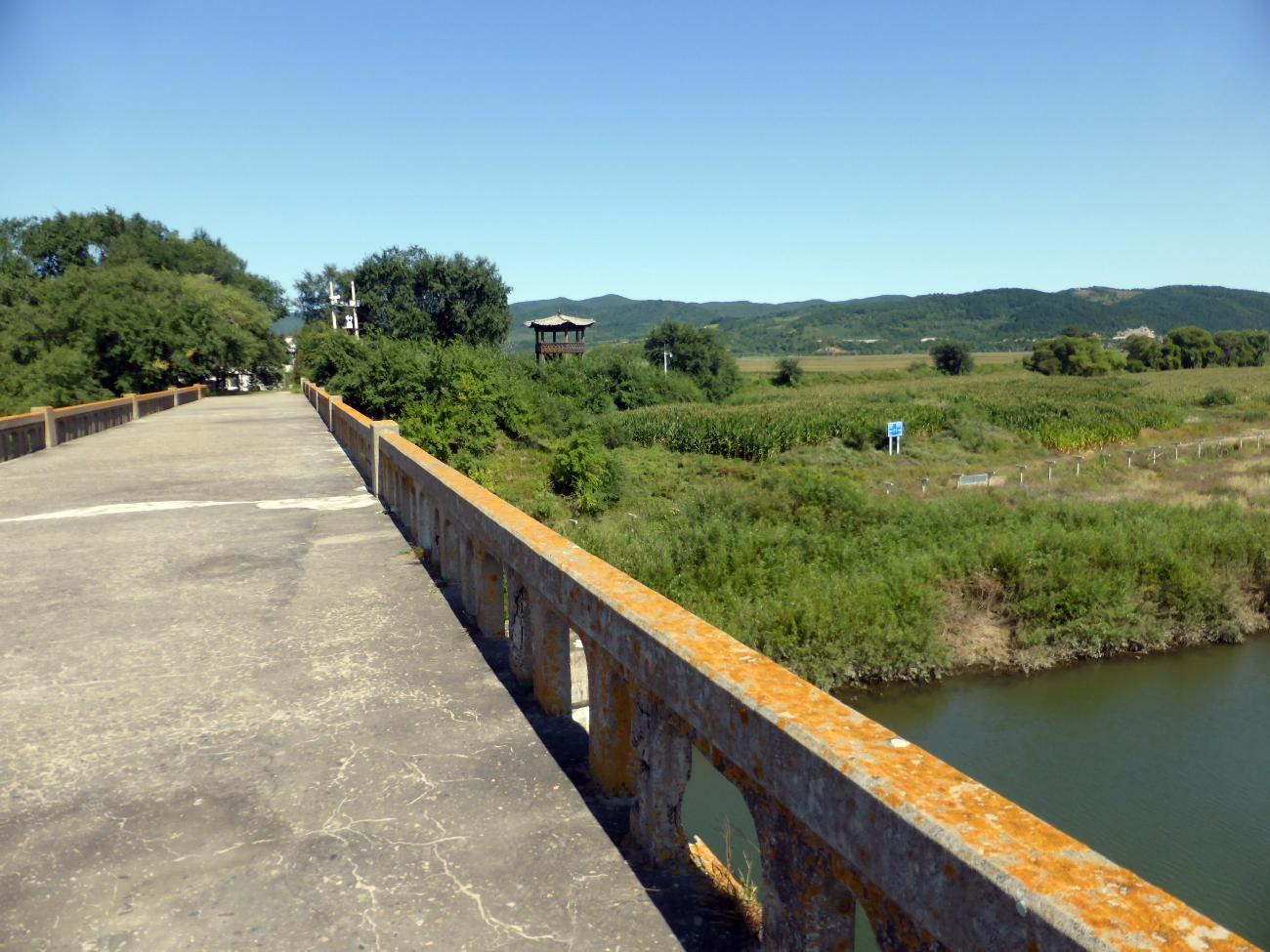
涼水断橋から望楼と監視カメラを見る
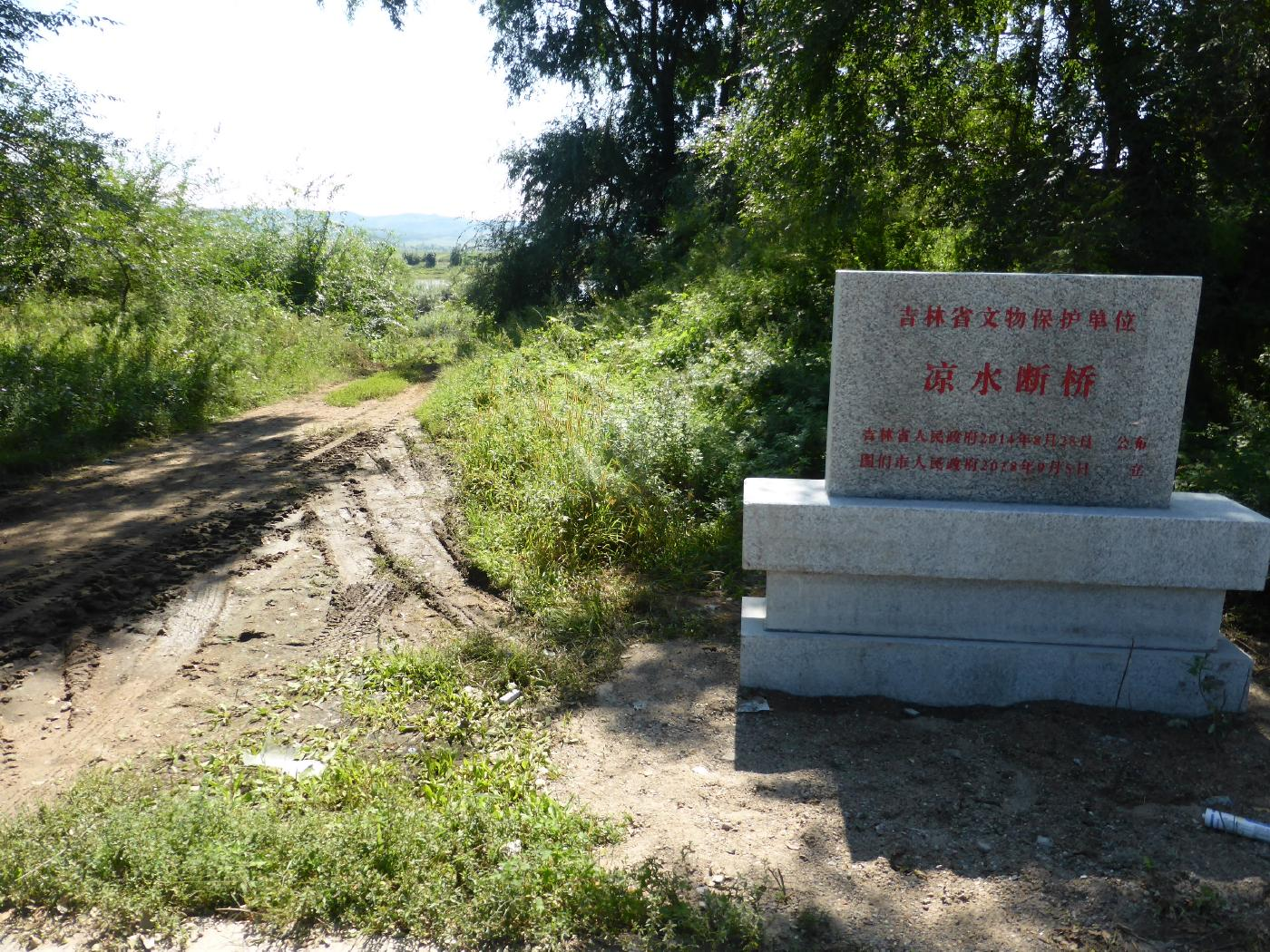
穏城大橋の別名は涼水断橋
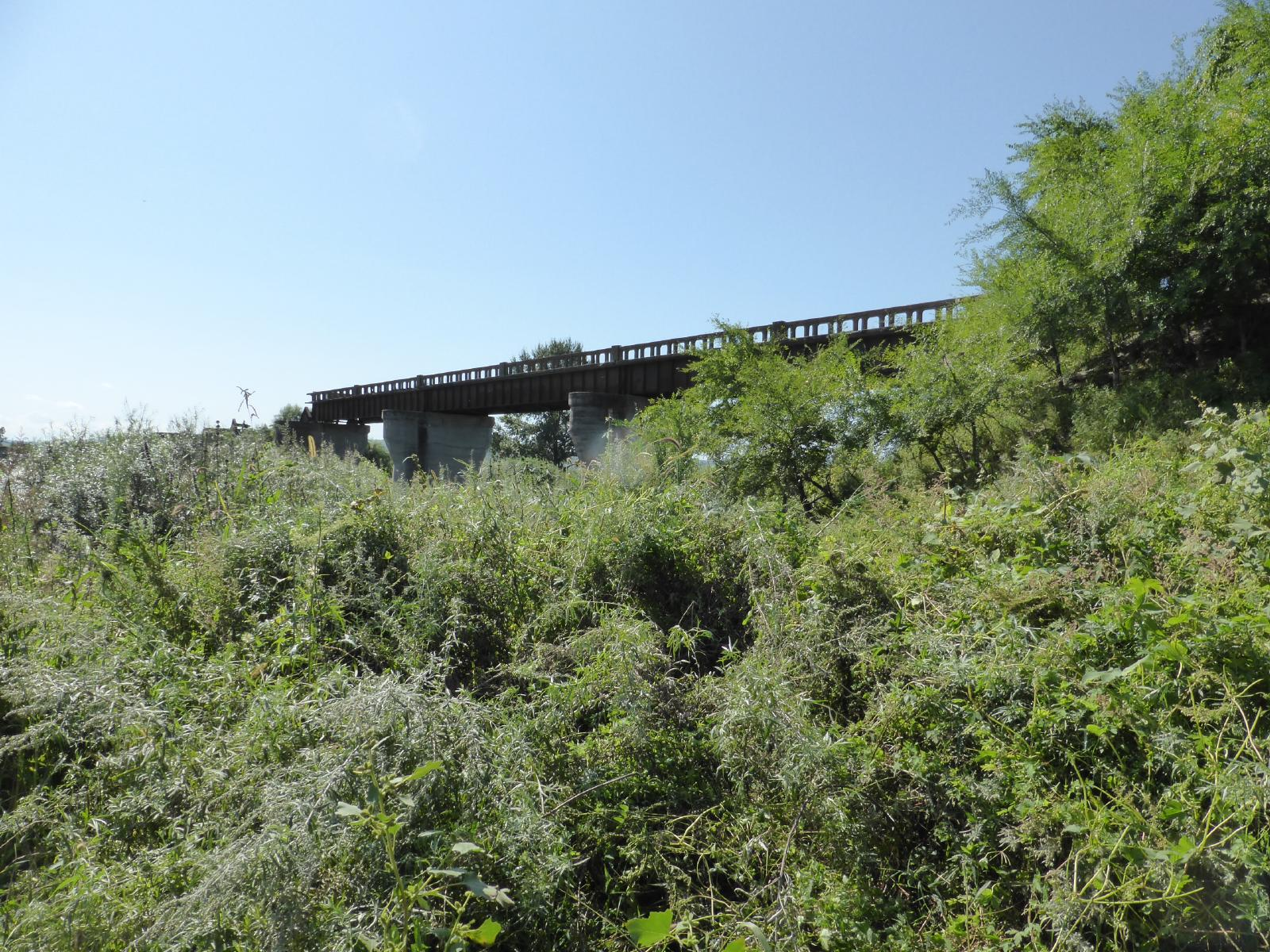
橋の袂から見る穏城大橋
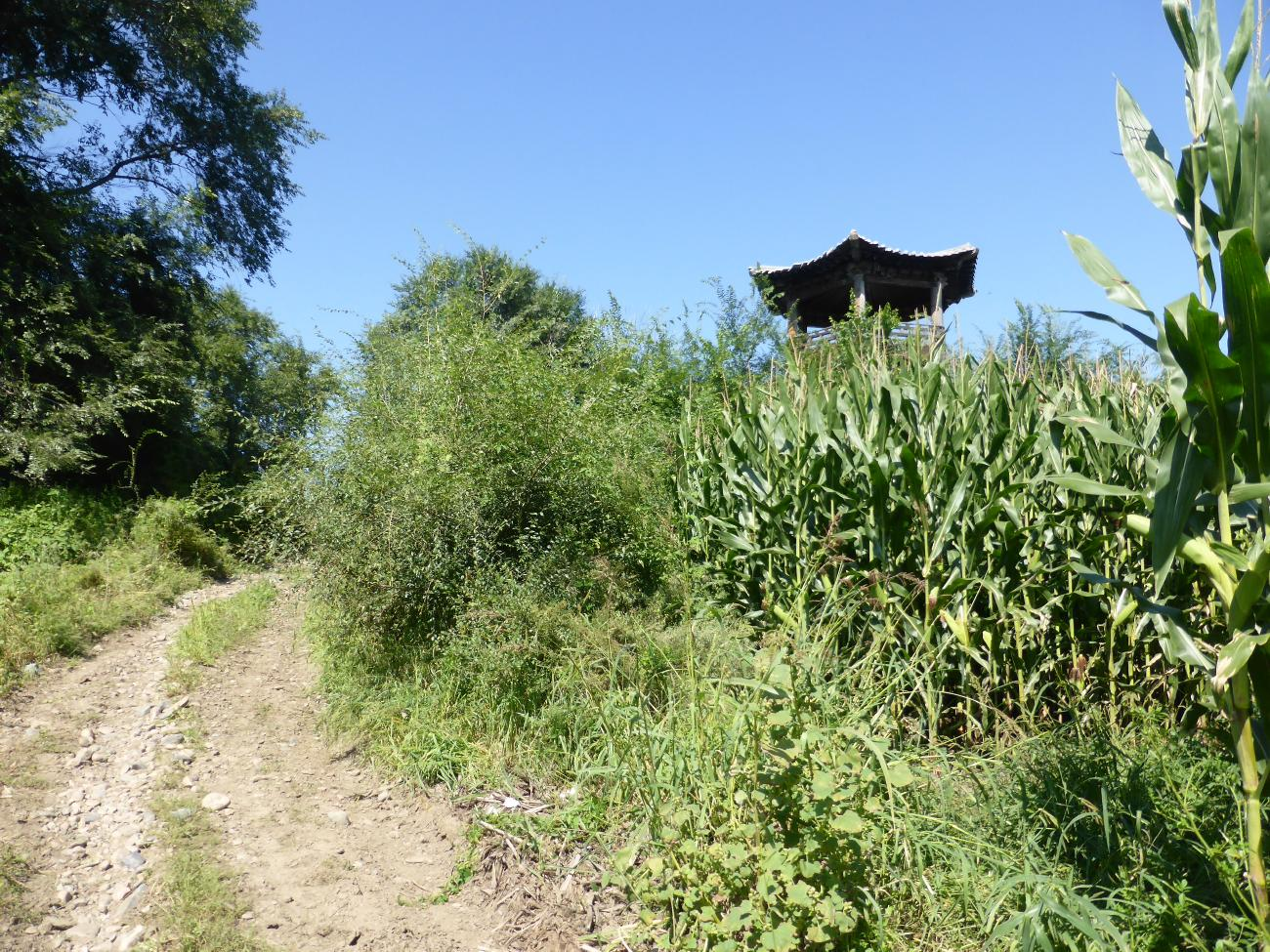
望楼ととうもろこし畑
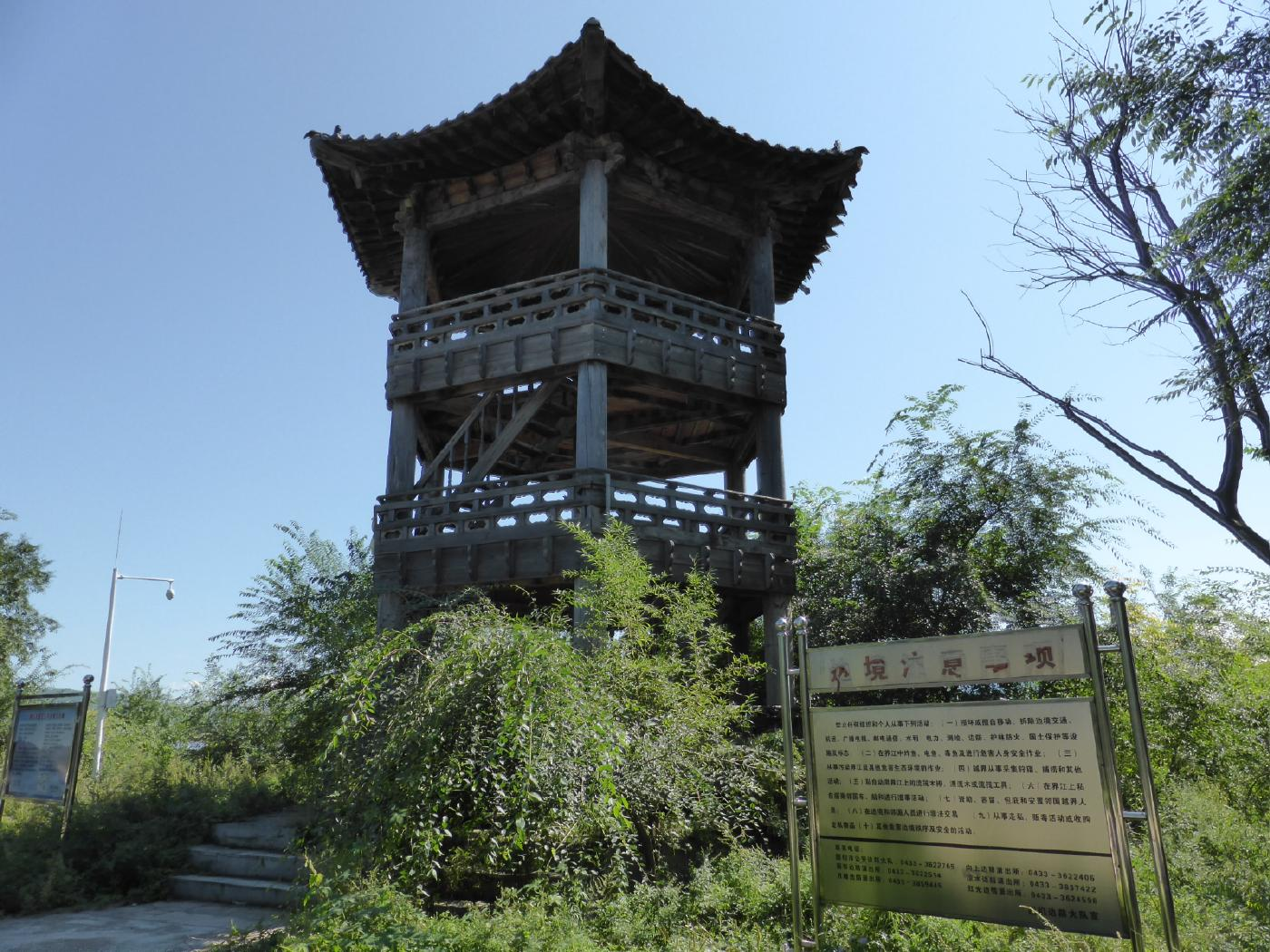
穏城大橋の近くにある望楼
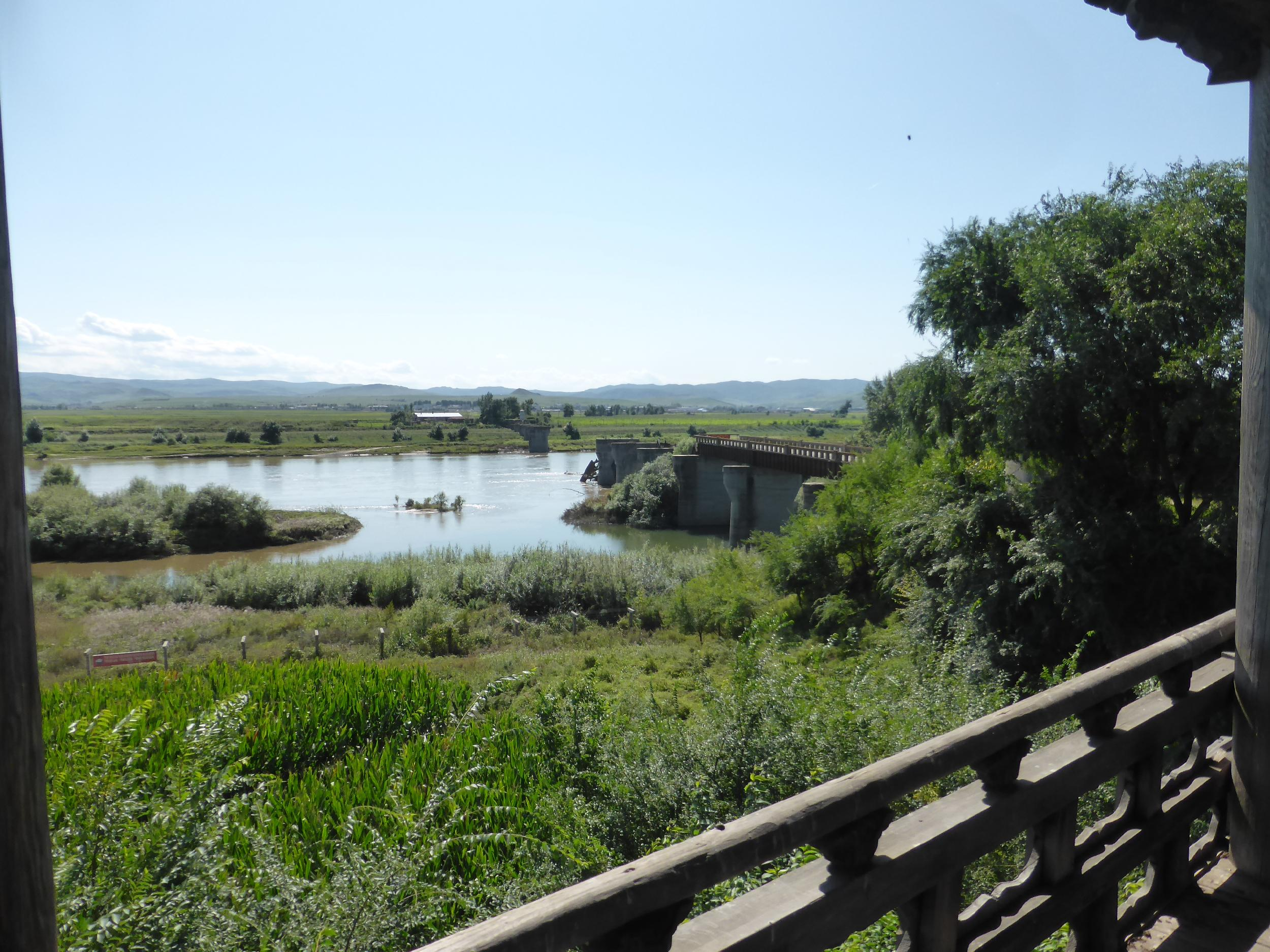
望楼から北朝鮮の穏城郡を望む

## 宿泊施設
- 図們辺境大厦 - 3星級ホテル。図們江と嘎呀河の合流地点にあり、客室から北朝鮮がまじかに見える。住所：図們大路35号
- 東関賓館 - 2003年開業、2014年改装。住所：図們大路3号。
- 図們大厦 - 3星級ホテル。住所：図們大路35号。

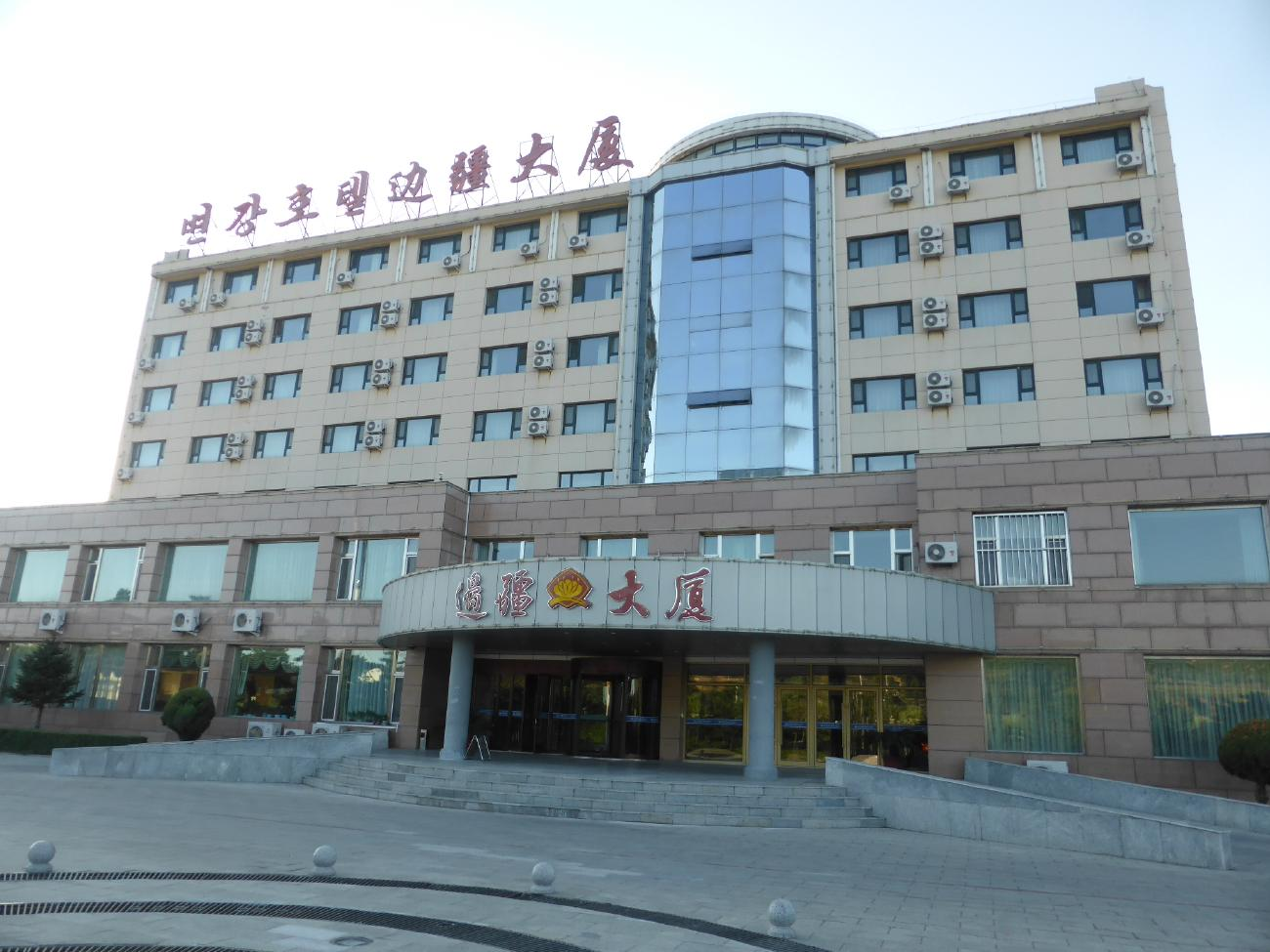
図們辺境大厦
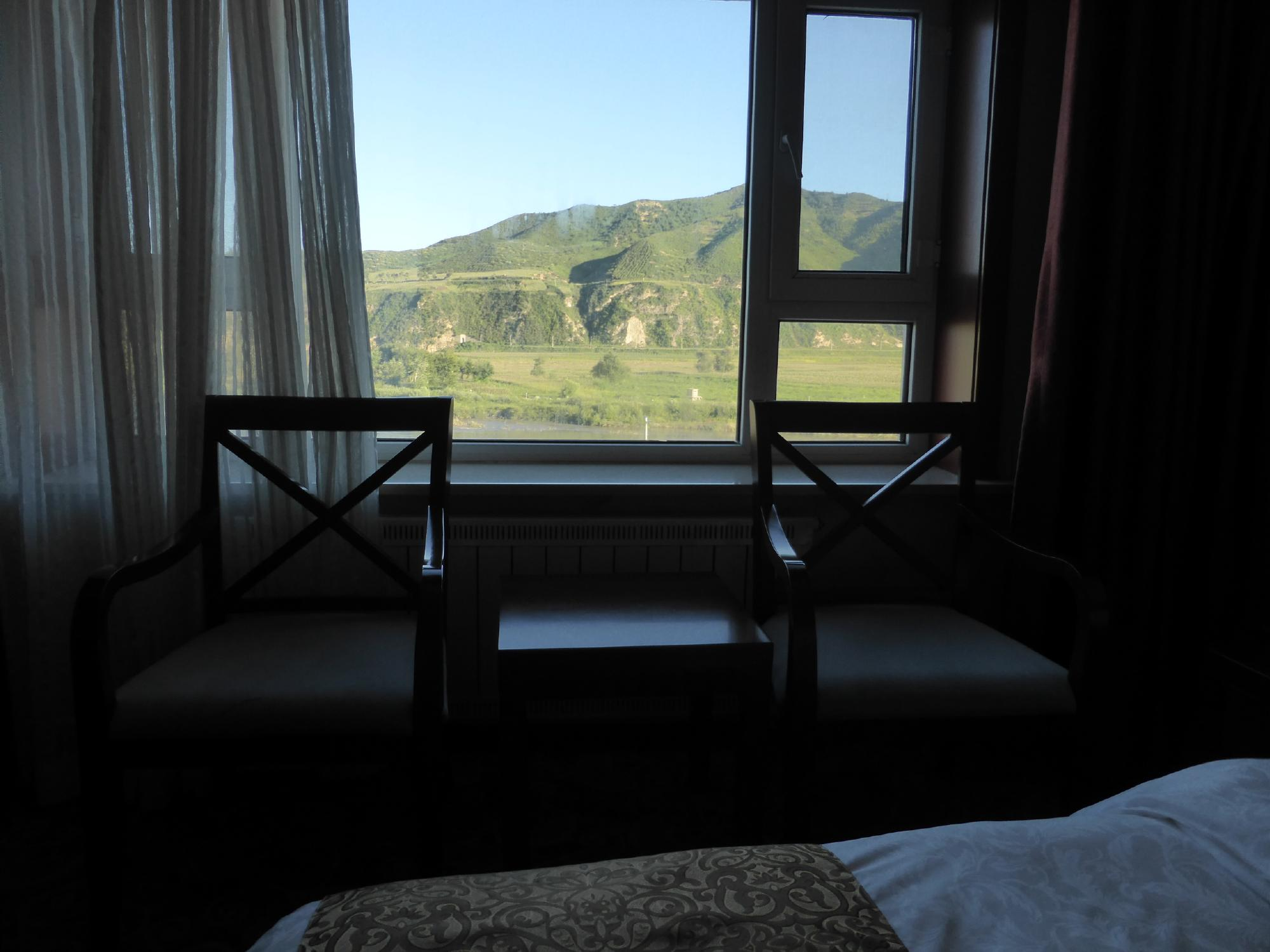
図們辺境大厦の客室から北朝鮮を望む

## ギャラリー

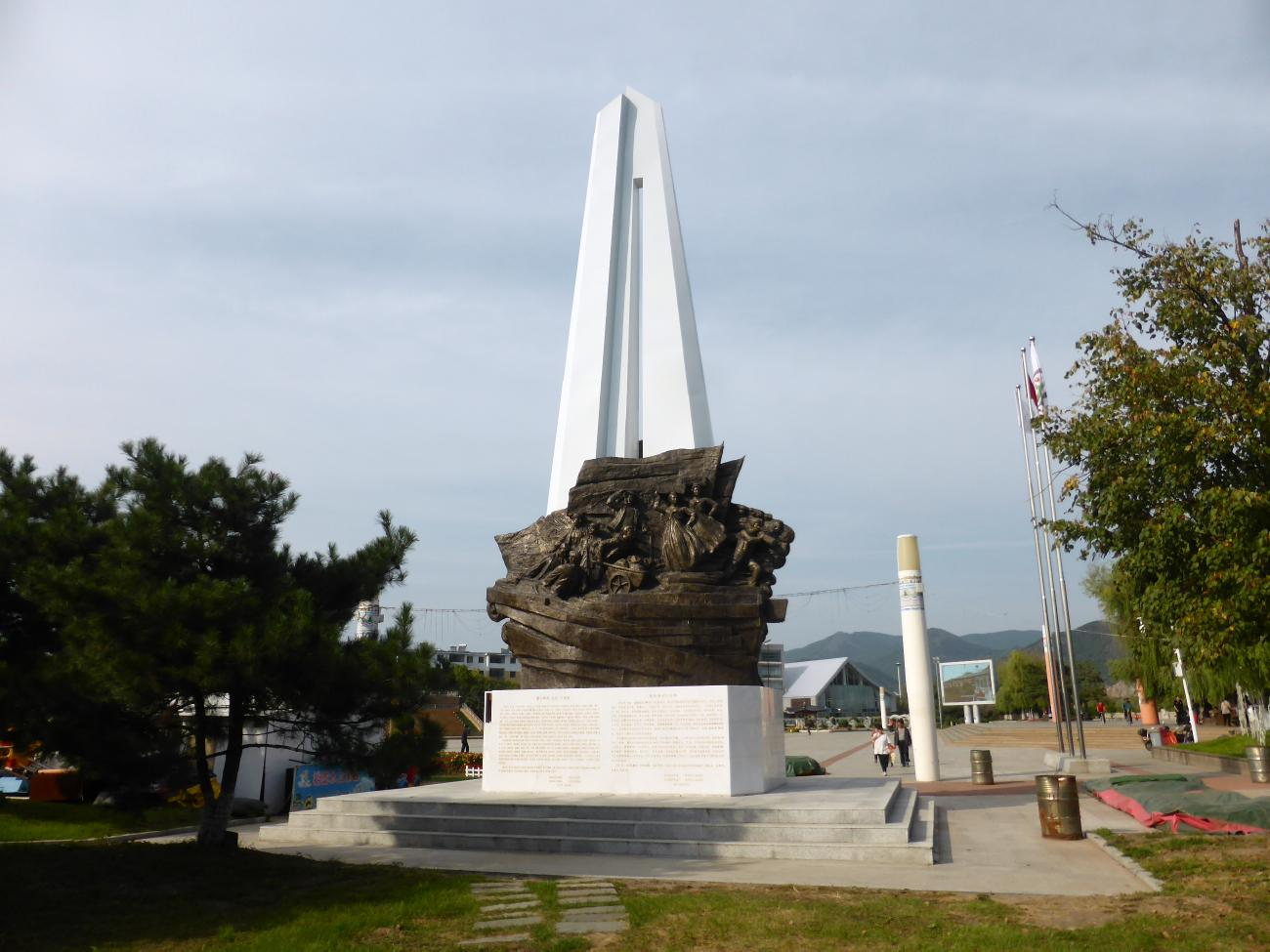
抗洪勝利記念碑
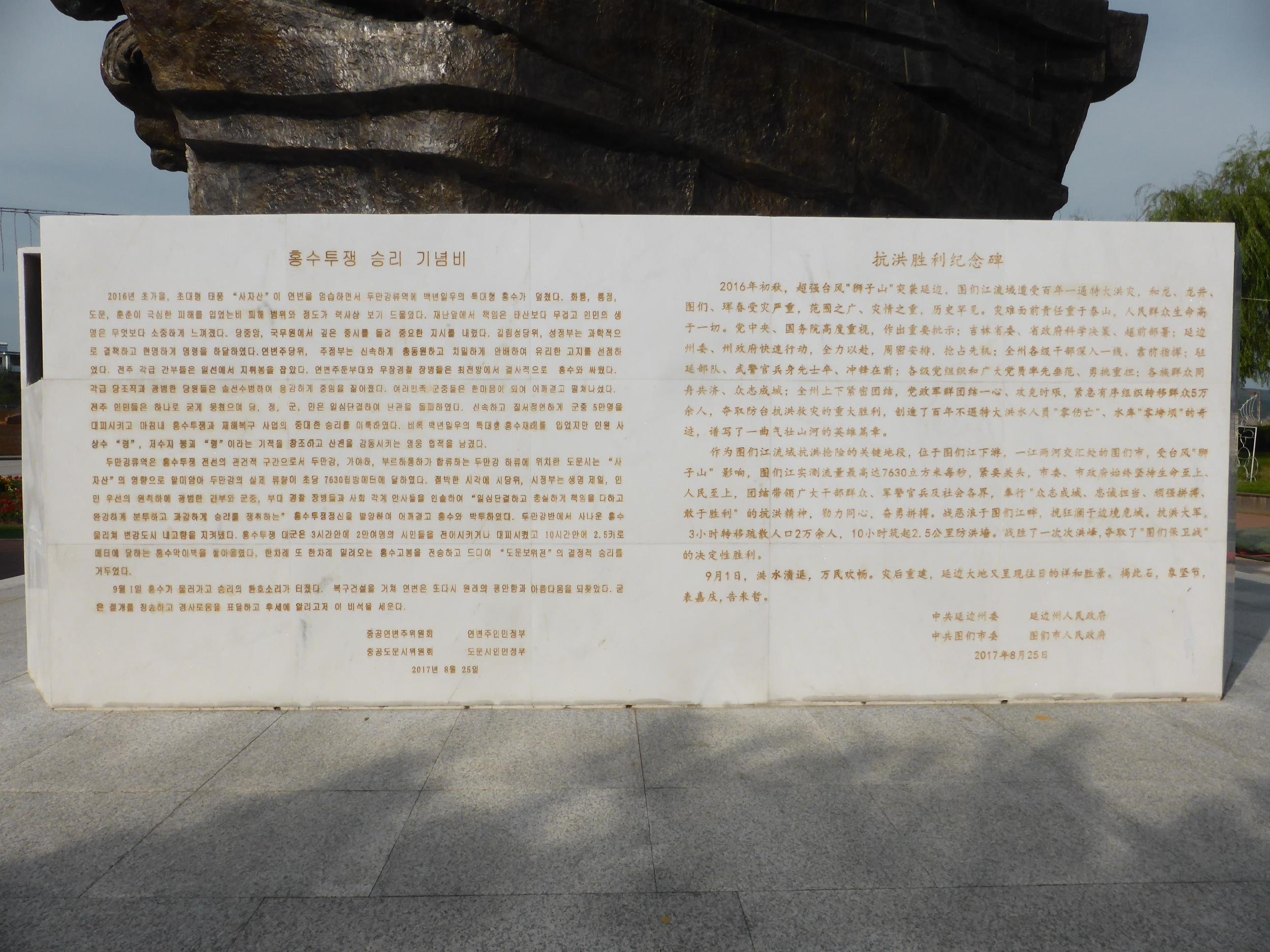
2016年秋に発生した洪水概要
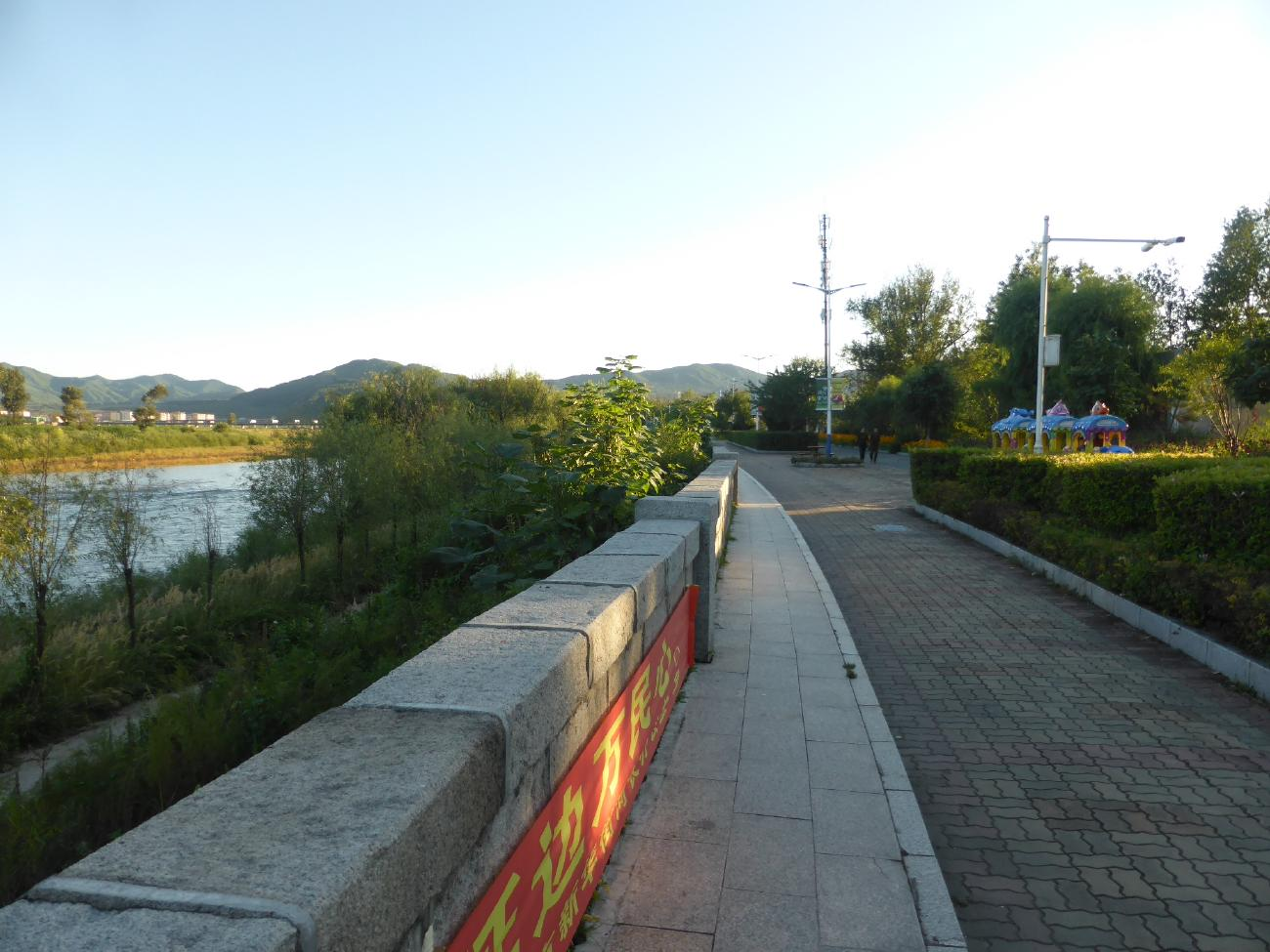
堤防の上は図們公園
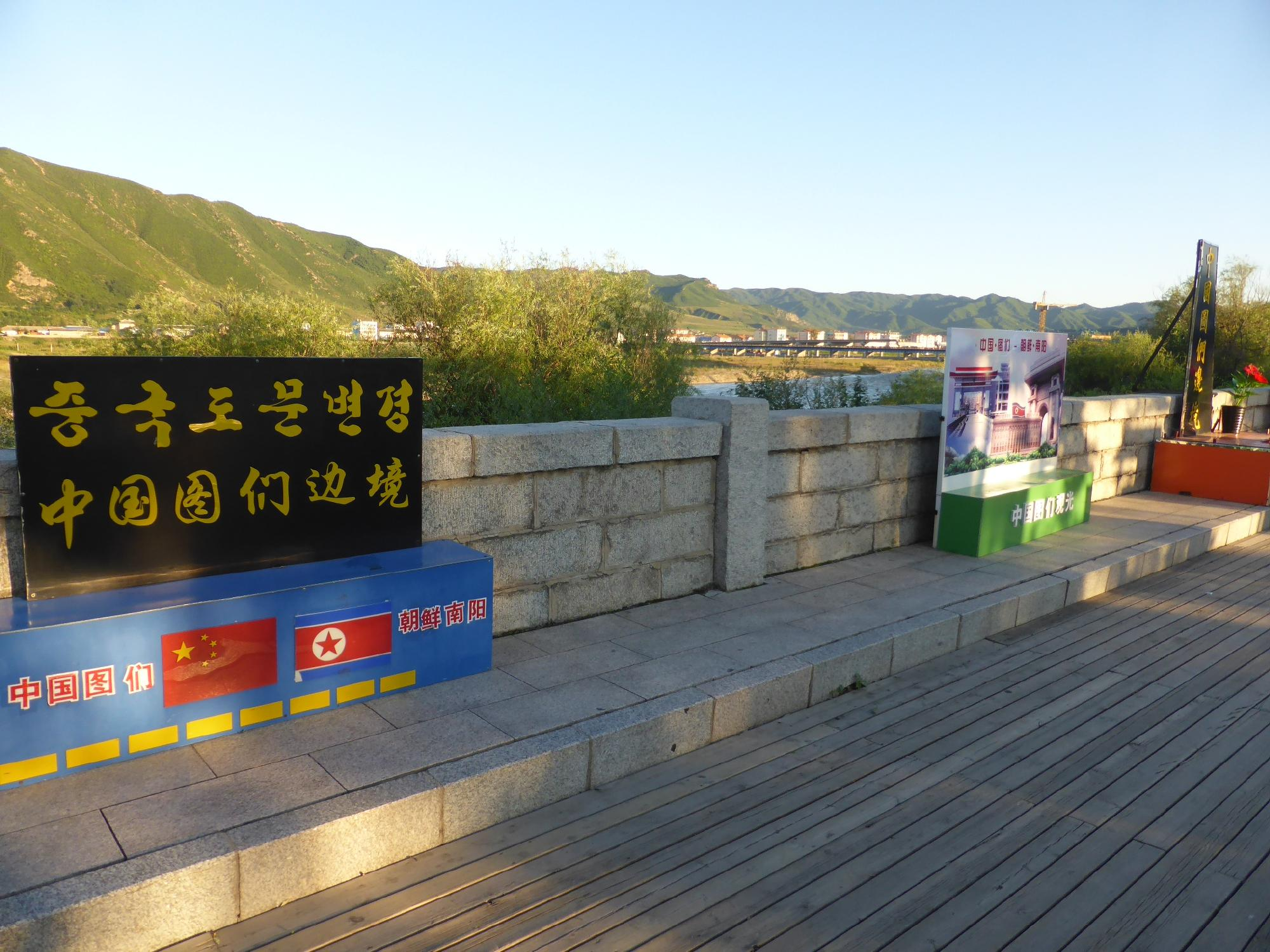
中国図們辺境
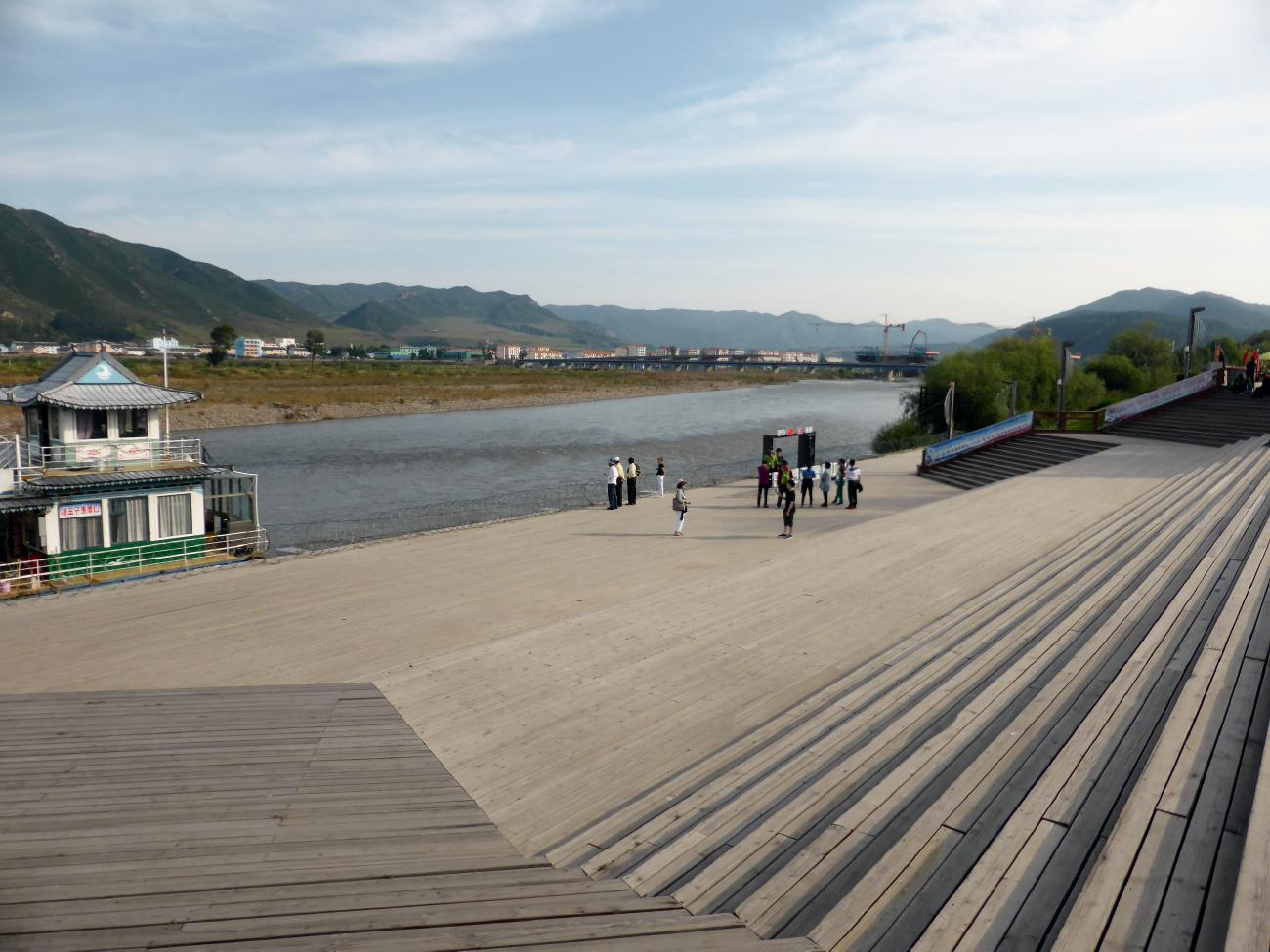
ボート乗り場は図們江広場直ぐ
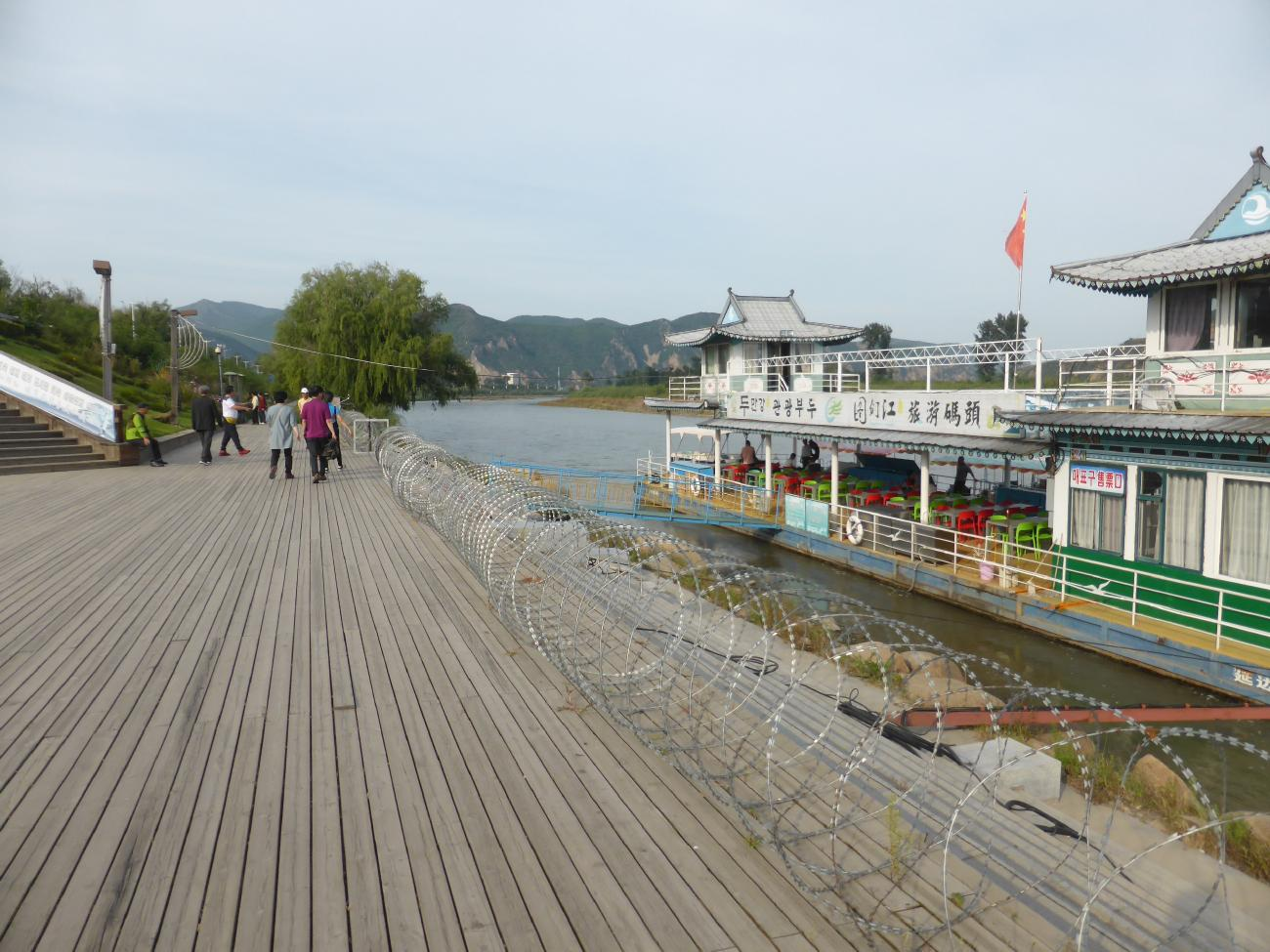
遊覧ボート乗り場と遊歩道
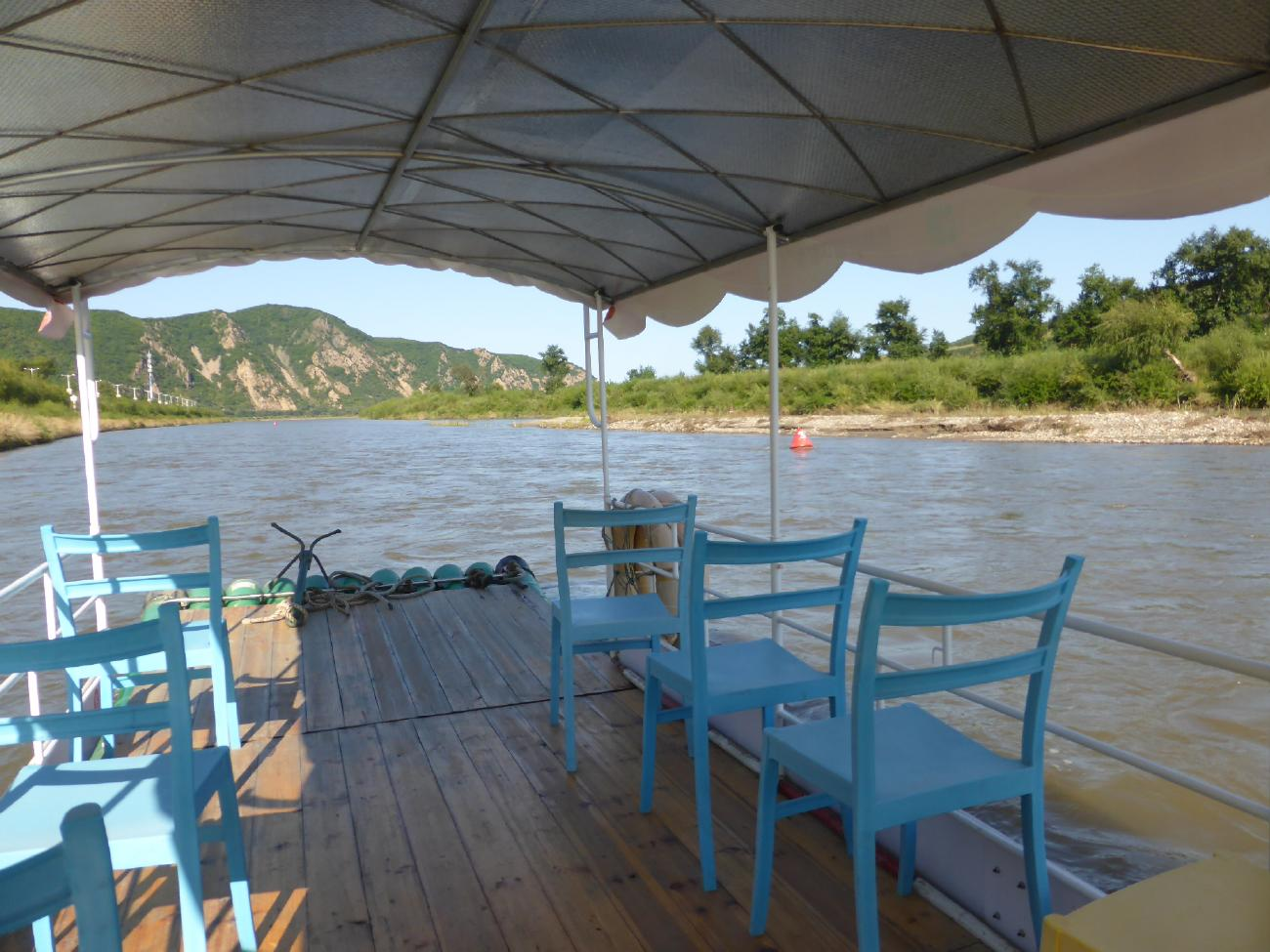
図們江川下り
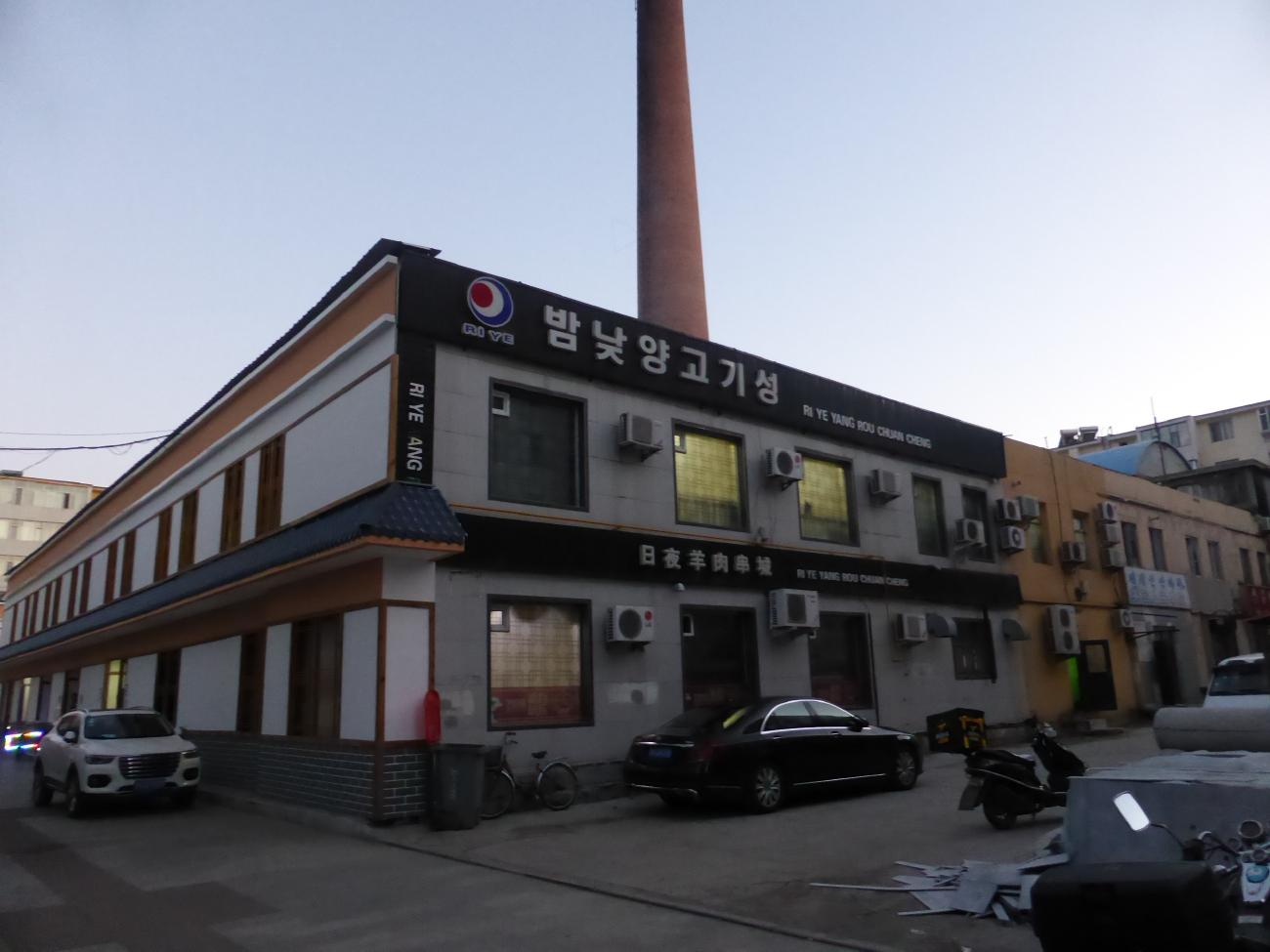
日夜羊肉串城
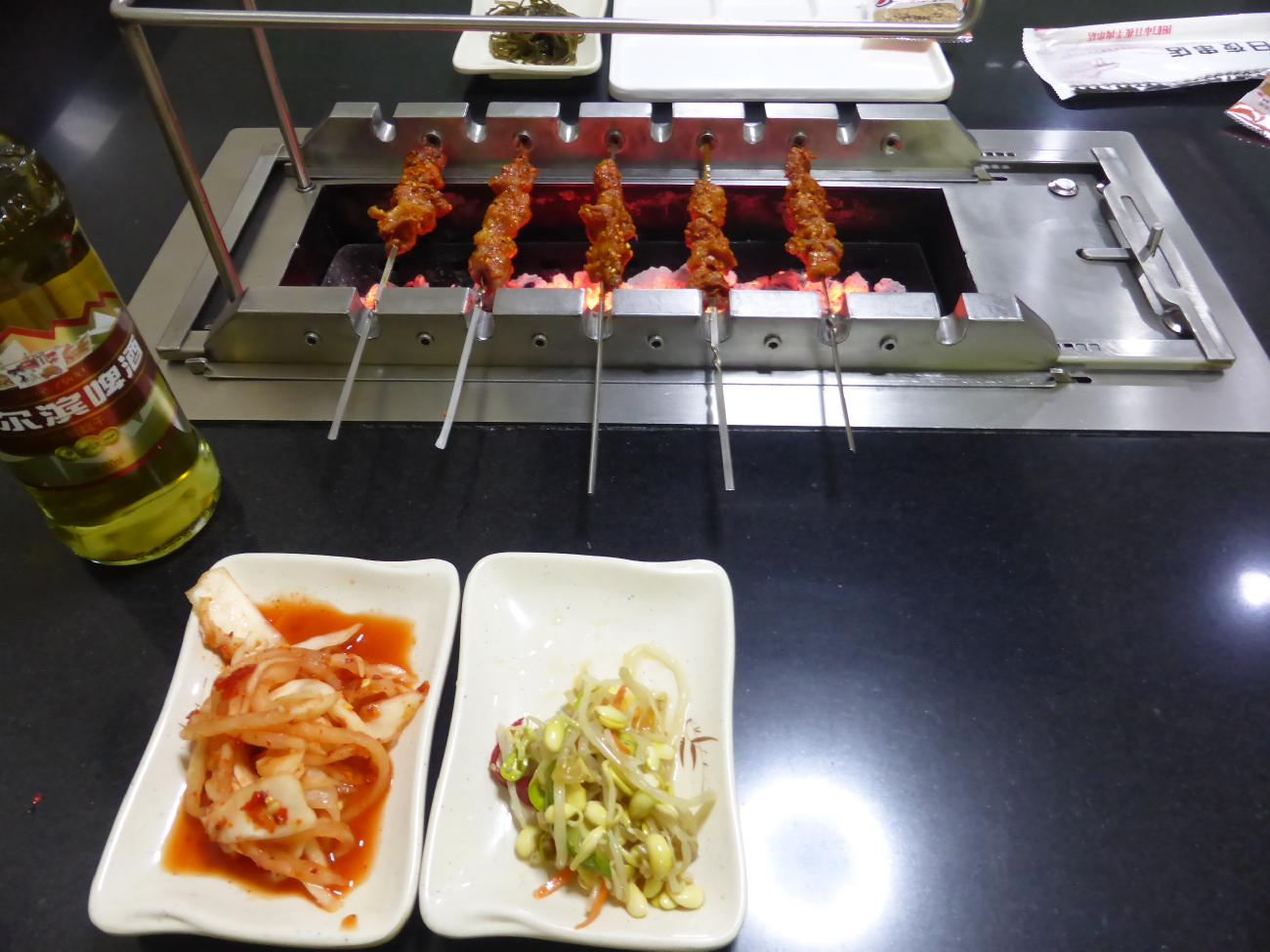
羊肉とハルピンビール
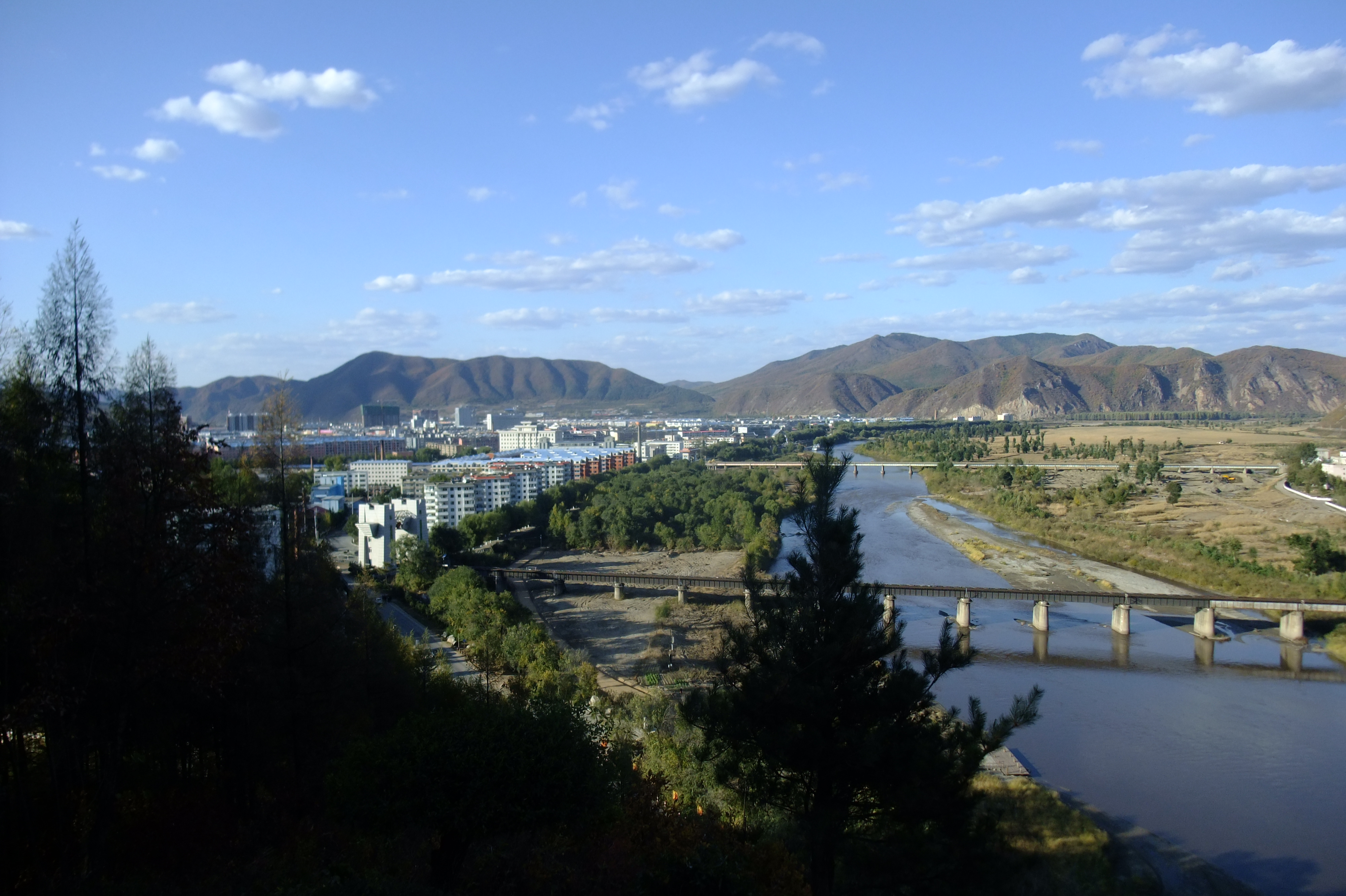
鉄路大橋
鉄路大橋
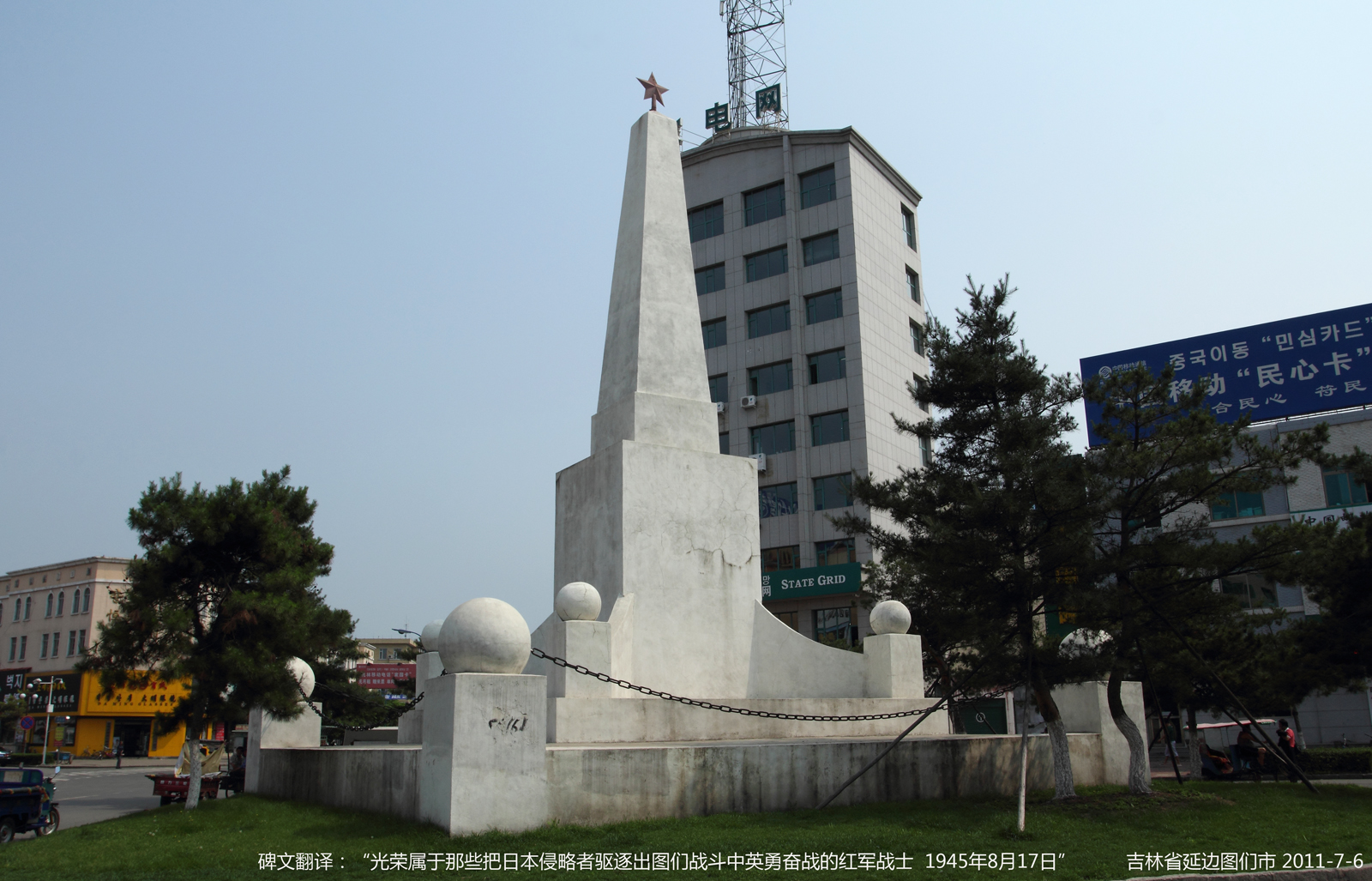
ソ連赤軍紀念碑
中朝友誼塔